# أبو عبد الله المهدي
أمير المؤمنين وخليفةُ المُسلمين الإمام أبو عبد الله مُحمَّد المهدي بن عبد الله المنصور بن مُحمَّد بن علي بن عبد الله بن العبَّاس بن عبد المُطَّلِب القُرَشيُّ الهاشِميُّ (127 – 22 مُحرَّم 169هـ / 745 – 4 أغسطس 785م)، المشهور اختصارًا باسمه ولقبه معًا مُحمَّد المهدي أو المهدي، هو ثالثُ خُلفاء بني العبَّاس، والخليفة الثَّاني والعشرون في ترتيب الخُلفاء عن النبي مُحمَّد. حكم الدَّولة العبَّاسية (6 ذي الحجَّة 158 – 22 مُحرَّم 169هـ / 6 أكتوبر 775 – 4 أغسطس 785م)، ودام حكمه عشرة أعوام وشهرًا وخمسة عشر يومًا حتى وفاته.
وُلد مُحمد بن أبي جعفر المُكنَّى أبا عبد الله، في قرية إيذج بين أصبهان والأهواز سنة 127هـ / 745م، أثناء تولّي والده إدارة المنطقة لصالح الدَّعوة العبَّاسية. نشأ أبو عبد الله في كنف والده المنصور، وتلقى تعليمًا مكثفًا في الفقه واللغة والأدب، وبرز بفصاحته وذكائه. عايش المهدي منذ صغره انتصار العباسيين في ثورتهم على الأمويين، وشهد انتقال أسرته إلى العراق بعد تأسيس الخلافة العبَّاسية، وأصبح والده المستشار الأول للخليفة الأول أبي العبَّاس السفاح، ثم خلفه أبو جعفر في الحكم بعد أربع سنوات في سنة 136هـ / 754م. بدأ أبو عبد الله أولى مهامه السياسية والعسكرية في سن الرابعة عشرة، حين أرسله والده على رأس جيشٍ لمواجهة المتمرد عبد الجبار الأزدي في الرَّي، ثم تولّى قيادة الحملة العباسية لفتح طبرستان، فنجح في إخضاعها نهائيًا بعد استقلالية كبيرة عن دول الخلافة دامت قرابة 120 عامًا منذ الفتوحات الإسلاميَّة. زادت هذه الانتصارات من مكانة أبي عبد الله، حتى بدأ المنصور يُقدمه على قادة الدولة، ولقّبه المهدي آملًا بأنه المقصود في أحاديث مهديُّ آخر الزَّمان، وأخذ له البيعة وليًا للعهد سنة 147هـ / 764م، ثم أعاد أخذ البيعة له عام 158هـ / 775م قبل وفاته.
استهل المهدي خلافته بإطلاق سراح المساجين، ورد المظالم إلى أهلها، واستعادة الأموال المصادرة، مما أكسبه تأييدًا واسعًا بين الرعية، وأتاح له فرض سلطته بسلاسة. اتبع سياسةً أكثر ليونةً من أبيه، فحرص على كسب ود الناس، ووسّع نطاق أعماله الخيريَّة، ليكون أول خليفة يُقر رواتب ثابتة للمحتاجين، شملت الكفيفين والمجذومين والمساجين والفقراء، ما عزز شعبيته بين العامة. شهدت خلافته طفرةً عمرانيةً كبيرة، فأنشأ الطرق والخانات لحماية القوافل التجارية وتسهيل الحج، ووسّع المسجد الحرام توسعةً كبرى، وأمر بإصلاح المسجد النبوي، واهتم بتشييد القصور والجسور، مما جعل عصره من أكثر عصور العباسيين رخاءً واستقرارًا.
لم يخلُ عهد المهدي من التمردات، إذ واجه عددًا من الثورات الداخلية، أبرزها ثورة يوسف البرم في ولاية خراسان، الذي سيطر على مناطق واسعة حتى سُحق جيشه وقُطع رأسه بأمر المهدي. وفي ولاية ما وراء النهر، ظهر المقنع الخراساني، مدّعي الألوهية، الذي استطاع اجتذاب أتباع كُثُر بخلطِه بين المانوية والمعتقدات المجوسيَّة، قبل أن يحاصره الجيش العبَّاسي في قلعته، ليُقرر الانتحار مع أتباعه. اندلعت عدة حركات للخوارج في الجزيرة والبحرين وطبرستان، إلا أن جيوش المهدي تمكنت من القضاء عليها واحدةً تلو الأخرى.
واجه المهدي إلى جانب التمردات خطر الزندقة، وهي إحدى أبرز القضايا الفكرية والسياسية التي شغلت خلافته، ونظر إلى الزنادقة بوصفهم تهديدًا مزدوجًا للدولة، إذ لم يقتصر خطرهم على التجرؤ على المقدسات والطعن في أصول الدين، بل امتدّ إلى التحريض السياسي والتآمر على الحكم، مستغلين مناخ الحرية الفكرية الذي ساد في العصر العبَّاسي. أنشأ المهدي ديوانًا خاصًا لملاحقة الزنادقة، وترأسه القاضي عمر الكلوذاني، فألقي القبض على العديد من المشبوهين وأعدم عددًا منهم، أبرزهم عبد الكريم بن أبي العوجاء المُتهم بوضع آلاف الأحاديث، وصالح بن عبد القدوس، وبشار بن برد، الذي أُعدم ضربًا بالسياط حتى الموت. أمر المهدي بإحراق كتب المانوية والزندقة، وتضييق الخناق على أصحاب العقائد المنحرفة. ورغم شدته على الزنادقة، إلا أن المهدي عُرف بالتسامح مع المخالفين في الرأي، إذ استشار الفقهاء قبل إصدار الأحكام، وأعطى الفرصة للمتهمين للتوبة قبل تنفيذ العقوبات.
واصل المهدي سياسة والده المنصور في تحصين الثغور وتقوية الجيوش المرابطة على الحدود على الجبهة البيزنطيَّة، فأرسل عدة حملات عسكرية ضد الرُّوم، وأكبرها الحملة التي قادها ابنه هارون في سنة 165هـ / 782م، والتي وصلت إلى مشارف القسطنطينية، مما أجبر الإمبراطورة البيزنطية إيرين الأثينية على طلب الصلح ودفع الجزية للخلافة العبَّاسية لأول مرة على مدار ثلاث سنوات متتالية. قام المهدي بعد ذلك بتلقيب هارون بالرَّشيد، وعيَّنه وليُّ العهد الثاني بعد موسى الهادي.
عُرف المهدي بجوده وسخائه، حتى قيل أنه أنفق في بعض الأيام عشرة ملايين درهم، ووزّع الذهب والفضة بسخاء على الناس، مما جعل عصره أكثر انفتاحًا ورفاهيةً مقارنةً بعصر والده. كان المهدي محبًا للعلم والأدب، فقرَّب العلماء والمحدّثين، وحرص على سماع الحديث النبوي ومجالسة الفقهاء، مما جعله محبوبًا بين رجال البلاط والعلماء. وفي أواخر حياته، بدأ يميل إلى تقديم ابنه هارون الرَّشيد في ولاية العهد بدلًا من ابنه البكر موسى الهادي، وسار إلى طبرستان بعد رفض الهادي القدوم إلى بغداد، وخلال استراحة المهدي في ماسبذان، توفي يوم 22 محرم 169هـ / 4 أغسطس 785م. صلّى عليه ابنه هارون الرَّشيد، ثم أُرسلت بردة النبي وخاتم الخلافة إلى موسى الهادي الذي تولّى الحكم رسميًا بعده.
يُعد المهدي أحد أبرز خلفاء الدولة العباسية في مرحلة استقرارها، إذ اتسم عهده بالرخاء والازدهار، وشهد توسعًا كبيرًا في المشاريع العمرانية والاقتصادية، إضافةً إلى تعزيز الاستقرار السياسي. مثّل المهدي حلقة الوصل بين عهد والده المنصور الذي تميز بالحزم والتقشف، وعصر ابنه هارون الرشيد الذي شهد أوج الحضارة العبَّاسية، إذ جمع بين قوة الدولة واستقرارها، والترف الذي بدأ يغزو المجتمع العباسي في تلك المرحلة، مما جعل عصره نقطة تحول في تاريخ الخلافة الإسلامية.

## نشأته

### نسبه
هو مُحمَّد المهدي بن عبد الله المنصُور بن مُحمَّد بن علي بن عبد الله بن العبَّاس بن عبد المُطَّلب بن هاشم بن عبد مناف بن قُصي بن كِلاب بن مُرَّة بن كعب بن لؤي بن غالِب بن فهر بن مالك بن النَّضر بن كِنانة بن خُزَيمة بن مُدركة بن إلياس بن مضر بن نزار بن معد بن عدنان.
والده هو الخليفة أبو جعفر المنصور، ثاني خُلفاء بني العبَّاس، والمُؤسس الفعلي للدولة العباسيَّة، حكم من ذي الحجَّة سنة 136 حتى ذي الحجَّة 158هـ / نوفمبر 753 - أكتوبر 775م.
والدته هي أم موسى بنت منصور الحِميريَّة، سيدة عربيَّة كريمة النسب من قبيلة حِمْيَر اليمانيَّة. تزوجت في البداية من أحد أحفاد عبيد الله بن العبَّاس، لكنها ترمّلت بعد وفاته، تاركًا لها ابنة وحيدة. خلال إحدى مهام أبي جعفر المنصور في القيروان، حيث كان يعمل في الدَّعوة العبَّاسيَّة، التقى بها عندما جاء ليأخذ ابنة قريبه الراحل، فتأثر بشخصيتها وأعجب بها، ثم سرعان ما أحبّها فتزوجها بعدما اشترطت عليه أن لا يتزوج غيرها ولا يتخذ جارية طوال حياتهما الزوجيَّة. بعد زواجهما، ارتحلت معه إلى الحُمَيمة وعاشت معه حتى انتقلت الأسرة إلى العراق بعد قيام الدولة العباسية.

### طفولته

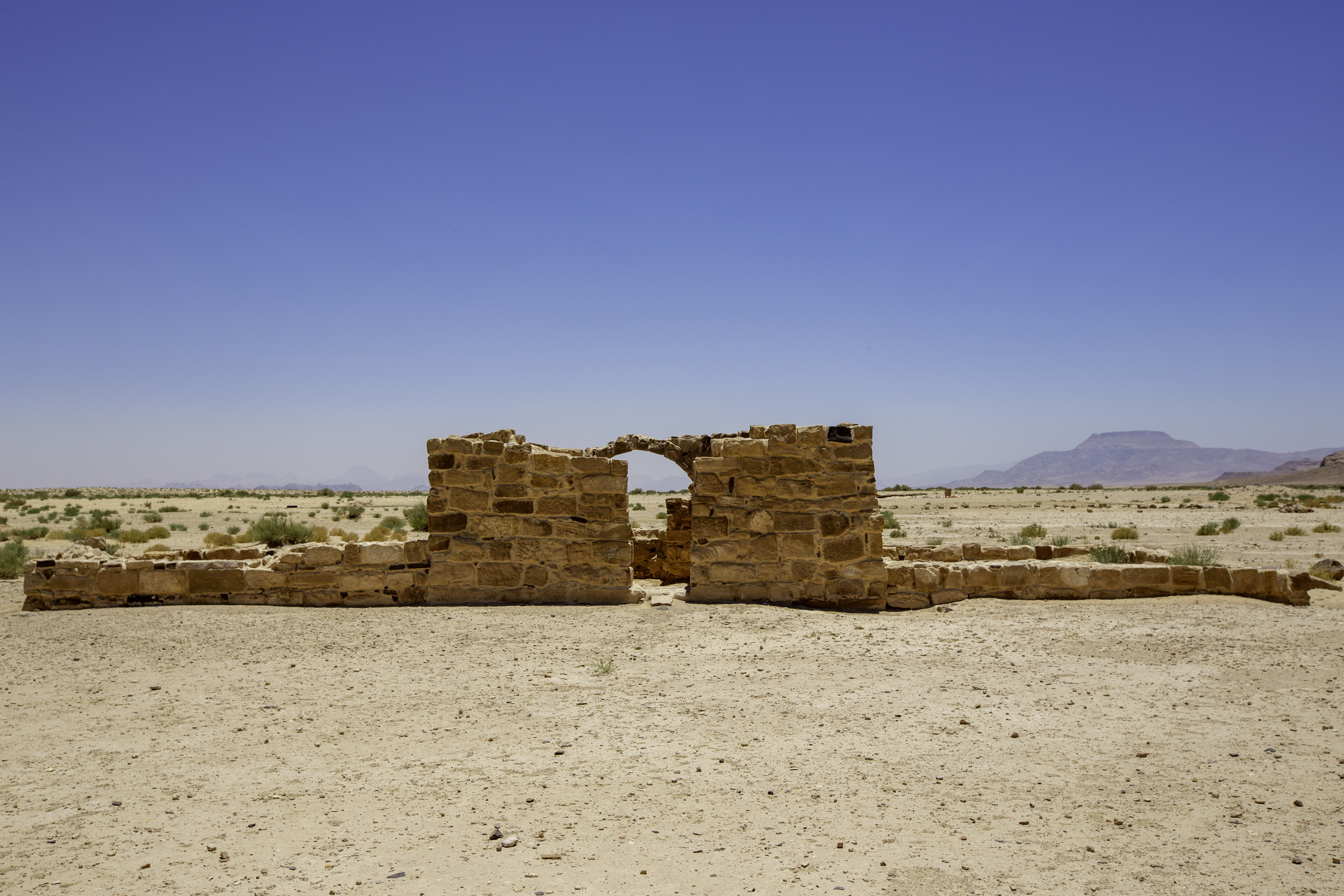
صورة حديثة لأطلال الحُميمة الأثريَّة، حيث عاش فيها العبَّاسيُّون قبيل انطلاق ثورتهم حتى تأسيس خلافتهم. (2013)

وُلد مُحمَّد بن عبد الله المُكنَّى أبو عبد الله، في قرية إيذج بين أصبهان والأهواز سنة 127هـ / 745م، أثناء عمل والده أبي جعفر عليها لصالح ثورة عبد الله بن مُعاوية الجعفري على الأمويين. وقيل ولد في قرية الحُمَيْمَة، من بلاد البلقاء الواقعة في جند الشراه الشَّامية.
نشأ مُحمَّد بن أبي جعفر، في كنف والديه، وعاش طفولته في الحُمَيْمة مع عموم عشيرته بني العبَّاس، فقد وُضعوا تحت الإقامة الجبرية بقرار من الخليفة الأموي هشام بن عبد الملك (حكم 105-125هـ / 724-743م)، بهدف مراقبتهم عن كثب ومنع الإمام مُحمَّد بن علي (جد أبي عبد الله) من كسب الأتباع، في ظل الصراع الهاشمي الأموي وتنامي الإشارات إلى تطلع بني العبَّاس للخلافة مستقبلًا. أمضى مُحمَّد طفولته بصحبة أخيه جعفر. وحين كانا يمزحان مع عُثمان بن عروة، وهو من نسل الصحابي عمار بن ياسر وصديق أبي جعفر، شهد حدثًا مؤلمًا حين دخل والده مهمومًا بعد قيام الشرطة الأموية باعتقال إبراهيم الإمام إمام الدعوة بعد أبيه، الذي توفي لاحقًا في السجن.
شهد مُحمَّد بن أبي جعفر انتصار العبَّاسيين في الثَّورة العبَّاسية وإطاحتهم بحكم بني أُميَّة، مُؤسسين خلافتهم من حدود الصِّين حتى شمال إفريقية، حيث تولى عمه الخليفة أبو العبَّاس السَّفَّاح (حكم 132-136هـ / 750-754م) مقاليد الحكم، وعمر محمد بن أبي جعفر آنذاك خمس سنوات. أصبح والده لاحقا من كبار مستشاري السَّفَّاح، وعُين واليًا على الجزيرة الفراتية وأذربيجان وأرمينية مدة أربع سنوات حتى وفاة السَّفَّاح، ثم تولَّى أبو جعفر الخلافة بوصيةٍ منه.

## في خلافة أبيه المنصور

### توليه أمر عبد الجبَّار الأزدي
كان عمر محمد تسع سنوات عندما تولَّى أبوه المنصور الخلافة في ذي الحجَّة 136هـ / يونيو 754م، مما جعله صغيرًا على تولي أي مسؤوليات. لكن مع بلوغه الرابعة عشرة، أراد والده اختباره في شؤون الحكم وإعداده لقيادة الأمة الإسلامية مستقبلًا، فكلفه بقيادة جيشٍ كبير، وأسند إليه القائد خازم بن خزيمة التميمي لمواجهة عبد الجبار بن عبد الرحمن الأزدي الذي تمرد وخلع الطاعة في ولاية الجبال. توجه أبو عبد الله إلى الرَّي، بينما قاد التميمي الحملة العسكرية على الأزدي. بقي أبو عبد الله في نيسابور بانتظار نتائج المعركة، إلا أن أنصار العبَّاسيين في مرو الرُّوذ باغتوا الأزدي وانتصروا عليه يوم 6 ربيع الأوَّل 142هـ / 6 يوليو 759م دون أي خسائر تُذكر من الجانب العباسي.

### قيادته فتح طبرستان

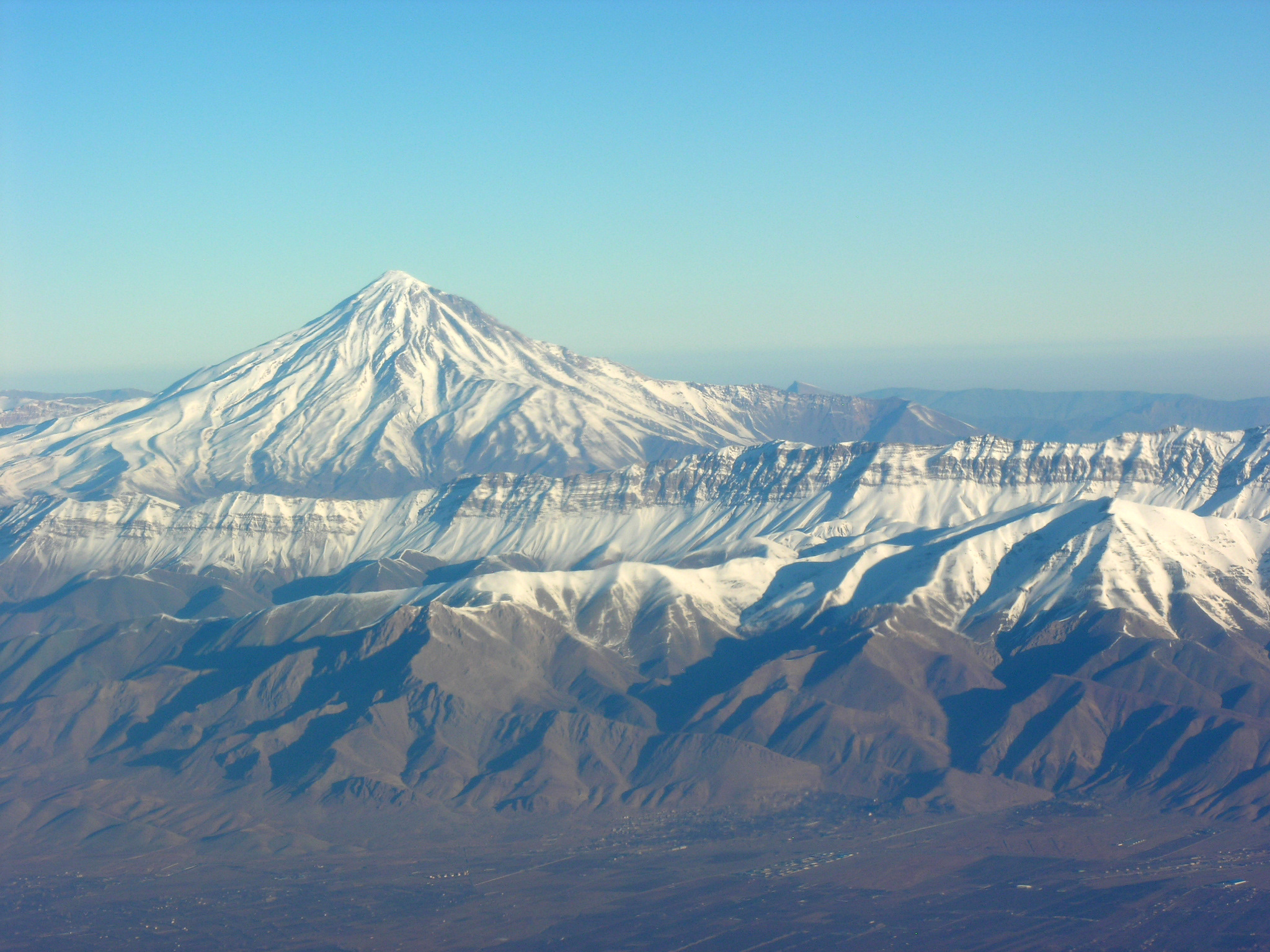
جبل دنباوند ضمن سلسلة جبال طبرستان، والتي استعصى فتحُها على دُول الخلافة الإسلاميَّة لصعوبة تضاريسها، حتى فُتحت لأول مرة في عهد المنصور، بقيادة ابنه أبي عبد الله المهدي.

نقض الأصبهبذ خورشيد حاكم طبرستان طاعته لدولة الخلافة، فرأى أبو جعفر تأجيل أمره حتى هزيمة عبد الجبَّار الأزدي قرب الرَّي، والتي سرعان ما انتهت دون خسائر على الجيش العبَّاسي. رأى أبو جعفر ذلك فرصة ثمينة لإخضاع طبرستان خصوصًا بعد ما أنفقه على تجهيز الجيش. انطلقت الحملة بقيادة ابنه أبي عبد الله في سنة 141هـ / 758م، ومعه خازم بن خزيمة التميمي وأبو الخصيب مرزوق، واتخذ الرَّي قاعدة للهجوم. توغّل الجيش الإسلامي في طبرستان حتى وصل سارية، مما دفع الأصبهبذ خورشيد إلى التحالف مع ملك دنباوند، المعروف بلقب المصمغان، لمواجهة المسلمين وتقدُّمهم.
استمرت الحرب عدة أشهر، حتى قاد عمر بن العلاء حملة خاطفة على المناطق الجبلية، إذ كانت خبرته بخارطة طبرستان ومواقعها عاملاً حاسمًا في السيطرة على الرُّويان وقلعة طاق قرب سمنان. خضعت كامل طبرستان للمرة الأولى للحُكم الإسلامي، ولكنهم أبرموا صلحًا مع حاكمها، انسحب المسلمون من المنطقة بعدما حصلوا على غنائم وفيرة. فرّ الأصبهبذ خورشيد إلى الدَّيلم حيث تُوفي هناك، وخلفه الأصبهبذ قارن.
لم يتقبل الأصبهبذ قارن الواقع الجديد، فحشد جيوشه وارتكب مجازر كبيرة بحق المسلمين سنة 142هـ / 759م، ناقضًا اتفاقه مع دولة الخلافة. أرسل الخليفة أبو جعفر جيشًا كبيرًا بقيادة خازم التميمي وروح بن حاتم المهلبي ومولاه أبي الخصيب. وبعد حصار طويل، اخترق المسلمون دفاعات قلعة الأصبهبذ بحيلة استخباراتية عالية نفذها أبو الخصيب، وتمكنوا من دخول القلعة، وقتلوا حاميتها، في حين انتحر الأصبهبذ قارن بتناول السُّم قبل وصولهم إليه. وبذلك أُلحقت طبرستان رسميًا بالخلافة، بعد 119 عامًا من مقاومتها للفتوحات الإسلامية.

### تقديمه في ولاية العهد

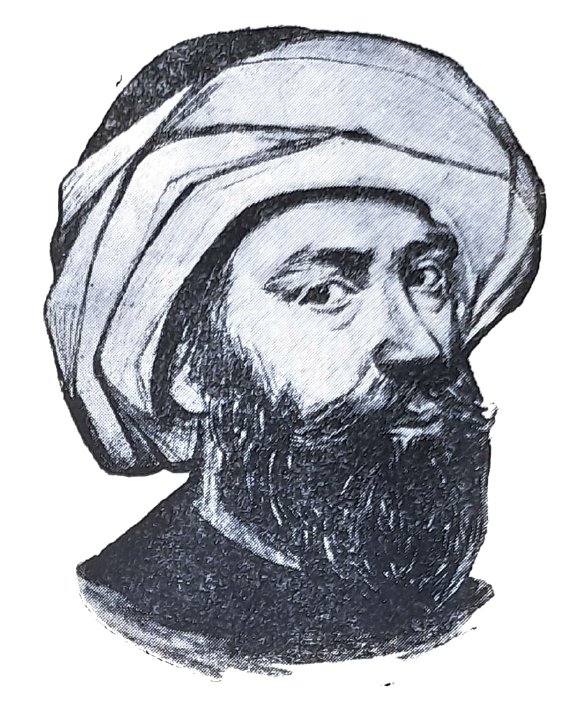
رسمٌ للخليفة أبو جعفر المنصور، المُؤسس الفعلي للخلافة العبَّاسية.

قبل وفاة الخليفة أبي العبَّاس، جعل ابن عمه عيسى بن موسى وليًا للعهد بعد المنصور، إلا أن الأخير بعد توليه الحكم، أراد عزل عيسى من ولاية العهد لأسباب متعددة، أبرزها تزايد محبة الجند لابنه أبي عبد الله المهدي، فضلًا عن كفاءته في إدارة شؤون الدولة وسحق التمردات، إلى جانب رغبته في ترسيخ الحكم داخل ذريته. بدأت المسألة حين اجتمع قادة الخُراسانيَّة بالمنصور، وامتدحوا شخصية ابنه المهدي وأخلاقه، وأوصوا بتوليته العهد. في ذلك الوقت، كان المنصور يكرم عيسى بن موسى، فيجلسه عن يمينه، بينما كان أبو عبد الله المهدي يجلس عن يساره. فاتح المنصور ابن عمِّه عيسى بن موسى في مسألة التخلي عن العهد طوعًا لصالح ابنه المهدي، غير أن عيسى رفض محتجًا بالمواثيق والعهود التي أبرمها أبو العبَّاس. عندها، بدأ المنصور بإبعاده تدريجيًا، فكان يُدخل ابنه المهدي قبله، ثم غيّر ترتيب الجلوس وجعل المهدي على يمينه وأمر عيسى بن موسى بالجلوس إلى جانب المهدي. أرسل المنصور بعض وجهاء العائلة، مثل عمه عيسى بن علي العبَّاسي، لإقناع عيسى بن موسى بالتخلي عن ولاية العهد أو تأخير دوره بعد المهدي، لكنها لم تسفر عن شيء.
ظل عيسى بن موسى متمسكًا بحقه في ولاية العهد على الرُّغم من المحاولات السَّلميَّة، مما دفع المنصور إلى التصرف بطرق أكثر صرامة. اختلفت الروايات حول الطريقة التي أُجبر بها على التنازل، إذ تشير الرواية الأولى أن الجند بدأوا بالتجمع يومًا بعد يوم أمام قصر عيسى، مما أشعره بالخطر في نفسه ودفعه إلى التنازل. وتفيد رواية ثانية بأن عيسى بن موسى تلقى مبلغ 11 مليون درهم مقابل تأخيره نفسه في ولاية العهد. في حين، تشير الرواية الثالثة إلى أن المنصور لجأ إلى حيلة عن طريق الرَّبيع الحاجب، الذي أمر بخنق موسى، بحضور أبيه وليُّ العهد عيسى. وعندما صرخ الابن مستغيثًا، علّق المنصور بأن والده لن يتأثر كثيرًا بموته لأن لديه أبناء آخرون، ثم أمر الحاجب بإكمال خنقه ولم يكن ينوي قتله غير إجبار أبيه على التنازل، وتحقق ذلك فعلًا فأعلن عيسى، قائلًا: «والله يا أمير المؤمنين ما كنت أظن أن الأمر يبلغ منك هذا كله! فاكفف عنه، فها أنا ذا أشهدك أن نسائي طوالق، ومماليكي أحرار، وما أملك في سبيل الله تصف ذلك في من رأيت يا أمير المؤمنين!»، ثم مد يده قائلًا: «وهذه يدي بالبيعة للمهدي».
أصبح المهدي وليَّ العهد الأول رسميًا في سنة 147هـ / 764م، ليُؤخر بذلك عيسى بن موسى، وليًّا ثانيًا للعهد. يروى أن عيسى بن موسى مرّ بأهل الكوفة يومًا بعد تنازله فسمع أحدهم يقول: «هذا الذي كان غدًا فصار بعد غد». حاول المنصور أخذ البيعة لابنه صالح المسكين بعد عيسى بن موسى لتُصبح ولاية عهد ثالثة، لكن المهدي تعلَّل قائلًا: «يا أمير المؤمنين لا تحملني على قطيعة الرحم، وإن كان لا بد لك من إدخال أخي في هذا الأمر فأدخله قبلي، فإن الأمر إذا صار إلي أحببت أن لا يخرج من ولدي كما أحببت (يقصده هو) حين صار الأمر إليك أن لا يخرج عني، وبذلت ما بذلته لعيسى بن موسى، وهو ابن أخيك، حتى خلع نفسه من ولاية العهد بعدك». فعدل المنصور عن قراره، وأبقى الأمر كما هو.

### تلقيبه بالمهدي

تخطيط موجود في المسجد النبوي باسم المهدي المذكور في أحاديث آخر الزَّمان.

كان الخليفة المنصور شديد المحبَّة لابنه المهدي، ويُكثر من نصحه وإرشاده في شؤون الحكم. ولإعلاء مكانته بين الناس، لقَّبه المهدي، وهو لقبٌ ارتبط بالأحاديث الإسلاميَّة حول المهدي المنتظر. اختلفت الروايات حول سبب منح الخليفة المنصور هذا اللقب لابنه، غير أن الرواية الأشهر تفيد بأن ذلك حدث خلال ثورة محمد النفس الزكية، الذي ادَّعى أنه المهدي الموعود، وروَّج أنصاره لهذه الفكرة قبل وخلال ثورته التي وقعت في المدينة المُنوَّرة سنة 145هـ / 762م. راقب المنصور انتشار هذه الفكرة بين الناس، فوجد أن ابنه تتوافر فيه الكثير من الشروط التي ذُكرت عن المهدي، إذ كان اسمه محمد واسم أبيه عبد الله، وهو من بني العبَّاس الذين يُعدُّون من أهل البيت. وقرر المنصور منحه هذا اللقب، مما ساعد في تعزيز شرعيته كوليٍّ للعهد بين المسلمين، لا سيما بين المسلمين الذين يؤمنون بمفهوم المهدي المنتظر.
وردت عدة روايات تدعم حجَّة المنصور في تلقيب ابنه بالمهدي، منها حديث مرفوع إلى عبد الله بن عباس، جد الأسرة العباسية، يقول فيه: «منا ثلاثة: منا المنصُور، ومنا السفاح، ومنا المَهْدِي» وحديث آخر: «ما المهدي إلا من قريش، وما الخلافة إلا فيهم، غير أن له أصلاً ونسبًا في اليمن» وهو ما يتوافق مع نسب المهدي، إذ كانت والدته يمانيَّة الأصل. ومع ذلك، فقد كانت هناك آراء متباينة حول ما إذا كانت هذه الأحاديث تنطبق عليه أو على شخصية أخرى، وظل الجدل قائمًا حول مفهوم المهدي في العقيدة الإسلامية. وبغض النظر عن الجدل الدائر، استثمر المنصور هذا اللقب سياسيًا لتسهيل حكم ابنه لاحقًا، وكتب إلى الآفاق الإسلامية بإعلان البيعة للمهدي وليًا أول لعهده، في خطوة تهدف إلى ترسيخ شرعيته وتعزيز استقرار انتقال السلطة، مستبشرًا في ابنه ومؤملًا أن يكون المقصود والمورود في الأحاديث النبويَّة.

### وفاة المنصور
حكم الخليفة أبو جعفر المنصور قرابة 22 عامًا، خاض خلالها تحديات كبرى أسهمت في ترسيخ دعائم الخلافة العبَّاسية الوليدة حديثًا، فامتد حكمه من بلاد ما وراء النهر شرقًا عند حدود الصِّين إلى إفريقية غربًا، ومن اليمن جنوبًا إلى الكرج شمالًا. ومع تقدُّمه في العمر، بدأ وهنه يزداد، خصوصًا بعد أن أصبحت الدولة أكثر استقرارًا وخفت حدة الصراعات الكبرى فيها. قبيل توجهه إلى مكة لأداء الحج، اجتمع المنصور بابنه وولي عهده محمد المهدي وأوصاه بحفظ الدولة وتأمين استقرارها، ثم استخلفه على بغداد وودَّعه. لم يتمكن المنصور من إكمال رحلته، إذ اشتد عليه المرض أثناء الطريق قبيل دخوله مكة، وتُوفي يوم 6 ذي الحجَّة سنة 158هـ / 6 أكتوبر 775م، ثم دُفن في مقبرة المعلاة. تولَّى مولاه الربيع بن يونس أخذ البيعة للمهدي، فبايعه الحاضرون بين الرُّكن والمقام، بحضور موسى بن المهدي.

## توليه عرش الخلافة
| أيها الناس، أسرّوا مثلما تعلنون من طاعتنا تهنكم العافية، وتحمدوا العاقبة، واخفضوا جناح الطاعة لمن نشر معدلته فيكم، وطوى ثوب الإصر عنكم، وأهال عليكم السلامة ولين المعيشة من حيث أراه الله، مقدماً ذلك فعل من تقدمه، والله لأفنين عمري من عقوبتكم، ولأحملن نفسي على الإحسان إليكم. |
| —من خُطب الخليفة المهدي |

وصلت أخبار وفاة أبي جعفر المنصور إلى المهدي أثناء إقامته في بغداد، عبر مولاه منارة البربري، الذي قدّم له العزاء، ثم سلّمه خاتم الخلافة وبردة النبي. كتم المهدي خبر وفاة أبيه ليومين، ثم أعلنها يوم الخميس 17 ذي الحجة 158هـ / 18 أكتوبر 775م، أمام أهل بغداد وهو يُبكي عينه، قائلًا: «إن أمير المؤمنين عبد الله دُعي فأجاب.. إن رسول الله ﷺ بكى عند فراق الأحبة، ولقد فارقت عظيماً وقلدت جسيماً، وعند الله أحتسب أمير المؤمنين، وبه عز وجل أستعين على خلافة المسلمين».

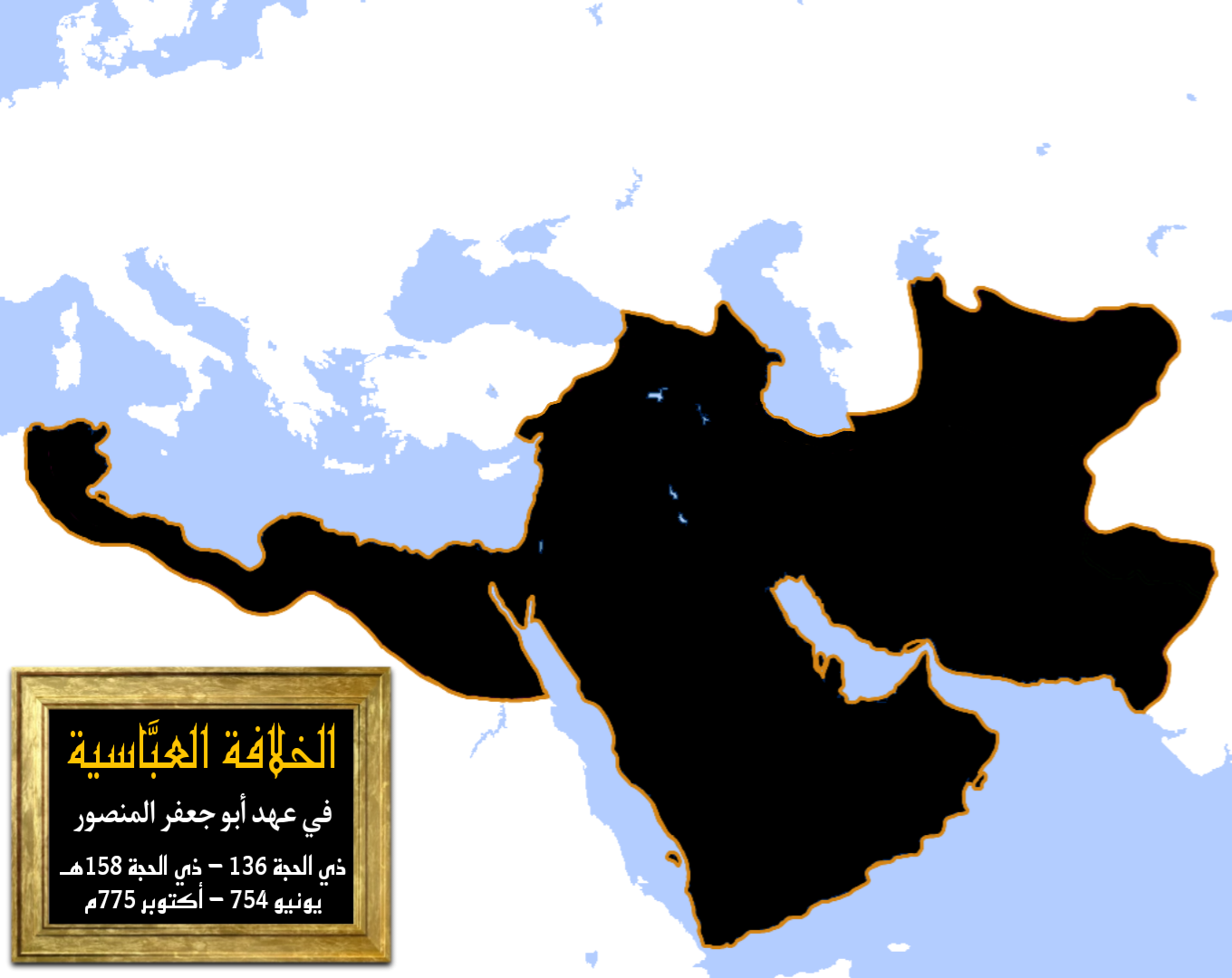
خريطة تظهر الخلافة العبَّاسية في خلافة أبي جعفر المنصُور، ونفسها في خلافة المهدي.

بُويع المهدي من العامَّة والخاصَّة، ووزَّع عليهم بمناسبة خلافته، الذهب والفضة من خزائن الدَّولة المُكدَّسة، بما فيها كنوز مروان بن محمد آخر خلفاء بني أميَّة، ولم يمنح أهله ومواليه منها شيئًا، مكتفيًا بإعطائهم رواتب شهرية من بيت المال، بلغت خمسمائة درهم لكل فرد. استهل المهدي حكمه بإصلاحاتٍ داخلية واسعة، فأعاد الأموال المصادرة إلى أصحابها، وأطلق سراح المسجونين ظلمًا، وعوَّضهم، ومن بينهم يعقوب بن داود، الذي أصبح لاحقًا من كبار مستشاريه. كان يعقوب يُحسن النصح في شؤون الدولة، ونصح المهدي بتقوية الحصون، وفداء الأسرى، وإعانة المعسرين، وتزويج الشباب، وسداد الديون عن المدينين، مما ساهم في تعزيز شعبيَّة المهدي بين الناس. اتسم المهدي بسياسة لين أكثر من والده المنصور، مما دفعه إلى عزل العديد من الولاة والوزراء طوال فترة حكمه، خوفًا من فسادهم أو طمعهم في السلطة. كان عهد المهدي هادئًا نسبيًا من حيث الثورات، إذ نجح في السيطرة على معظم التمردات سريعًا، بفضل استقرار الدولة الذي أرساه أبو جعفر المنصور، وفعالية الجيش العبَّاسي.

### خلع عيسى من العهد وبيعة الهادي

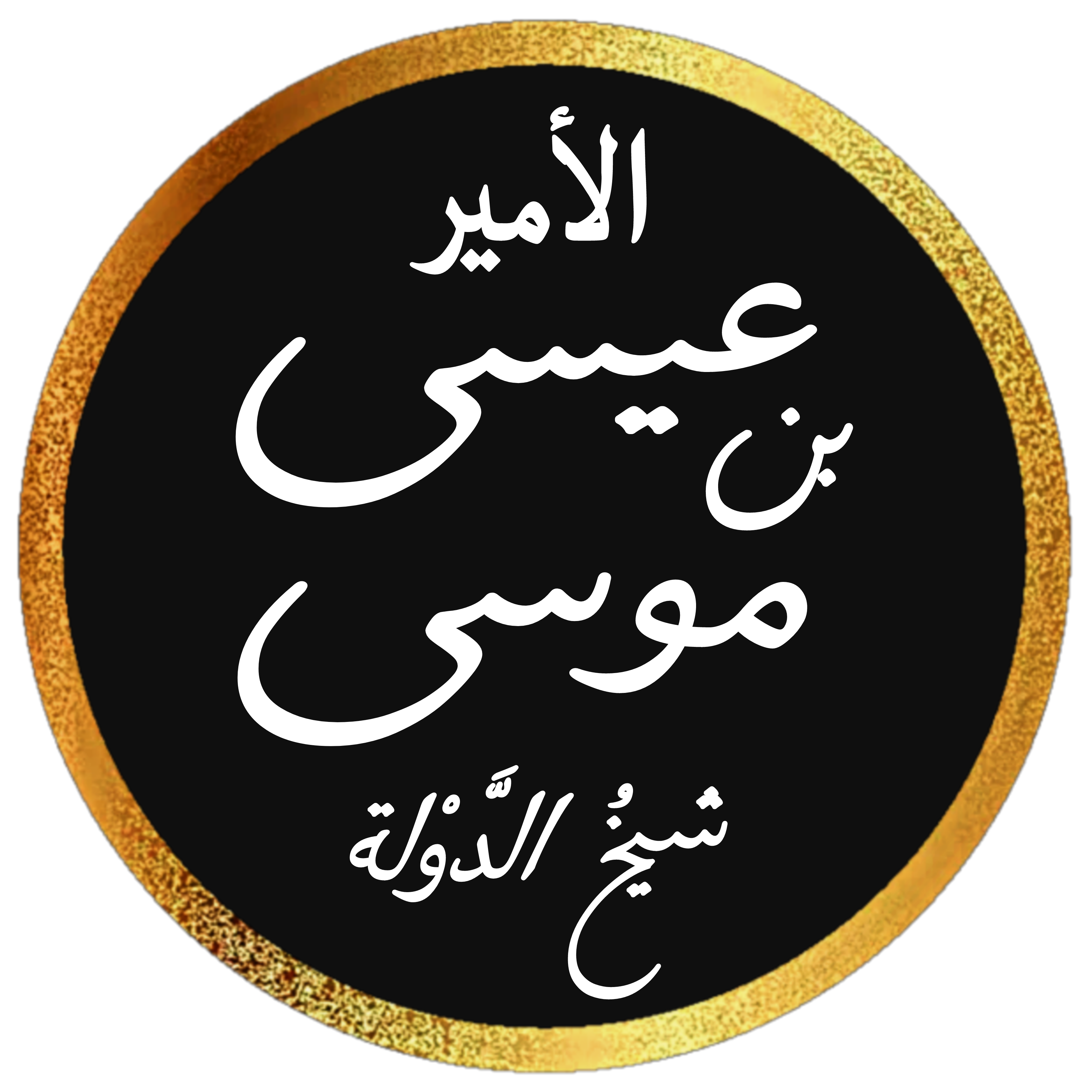
تخطيط باسم الأمير عيسى بن موسى العبَّاسي.

بعد مضي عدة شهور على تولي المهدي الخلافة، بدأ وجهاء بني هاشم من أنصار الخليفة المهدي ومُحبُّوه من أهل خُراسان، بالتآمر على الأمير عيسى بن موسى، بهدف عزله من ولاية العهد لصالح موسى بن المهدي. وصلت الأنباء إلى الخليفة، فسرّه الأمر وقرر استدعاء عيسى بن موسى، المُقيم في الرحبة قرب الكوفة ليكون إلى جواره، غير أن عيسى أدرك الخطر المُحدق به، وتردد في تلبية الدعوة وقرر الامتناع عن الحضور، مما دفع المهدي إلى إحكام خطته. فأرسل إليه عمه العبَّاس بن مُحمَّد برسالة رسمية للقدوم إلى الخليفة، ثم بعد مغادرة العبَّاس، قام ألف من أنصار المهدي بحمل الطبول وضربها ليلًا بالقرب من دار عيسى، مما أصابه بجزع شديد، فلم يجد بُدًا من التوجه إلى مدينة السَّلام.
عند وصوله في اليوم السَّادس من مُحرَّم 160هـ / 23 أكتوبر 776م إلى بغداد، استقبله المهدي بحفاوة ظاهرية، وأسكنه في دار على شاطئ دجلة، وعاش لفترة دون تعرُّضه لأي مضايقات تُذكر. في أحد الأيام، زار عيسى دار المهدي قبل وصول الخليفة، فجلس في مقصورة صغيرة كانت مخصصة للربيع بن يونس الحاجب، وحينها، قرر أنصار المهدي استغلال الفرصة للضغط عليه، فحاصروا المقصورة وهاجموها بعنف، محاولين كسر الباب بأيديهم وأسلحتهم، وبدأوا في توجيه الشتائم القبيحة لعيسى. أظهر المهدي استياءً مصطنعًا من تصرفات أنصاره، لكنه في الواقع لم يفعل شيئًا لإيقافهم، مما يظهر حسب سياق الأحداث أنهم كانوا يتحركون بعلمه ورضاه. استمرت المواجهة بين عيسى ومؤيدي خلعه لعدة أيام. ألحّ المهدي على عيسى بالتنازل عن ولاية العهد، مبررًا ذلك بحرصه على سلامته، لكن عيسى رفض بشدة مُتعللًا بالأيمان التي أقسمها، والتي تتعلق بماله وأهله. عندها، أحضر المهدي مجموعة من فقهاء الدولة وقضاتها، من بينهم عبد الله بن علاثة، والزنجي بن خالد المكي، وعرض عليهم القضية، فأفتوا بجواز تحلله من أيمانه.
بعد مفاوضات مكثفة وضغوط مستمرة، اضطر عيسى بن موسى في النهاية للرضوخ، فخلع نفسه رسميًا من ولاية العهد يوم الأربعاء 26 محرم 160هـ / 12 نوفمبر 776م، بعد صلاة العصر. في اليوم التالي، أُعلنت بيعة موسى الهادي خلفًا لعيسى في ولاية العهد، وخرج المهدي إلى مسجد الجماعة في الرصافة، وأعلن أمام الناس خلع عيسى وتولية موسى الهادي. أوضح المهدي أن هذا القرار جاء بناءً على رغبة أهل بيته وشيعته وقادته، وأنه يهدف إلى توحيد الأمة وضمان استقرار الحكم. بعد خطبة الخليفة، بايع الناس موسى الهادي، ووُثّق الخلع رسميًا، وأُشهد عليه في صفر 160هـ / نوفمبر 776م. ورغم ذلك، فقد وفَّى المهدي لعيسى بجميع التعويضات والحقوق التي وعده بها، مُحاولًا إرضاءه والتخفيف من أثر عزله.
قال بعض الشعراء حول الحادثة لاحقًا:

### ثورة يوسف البرم

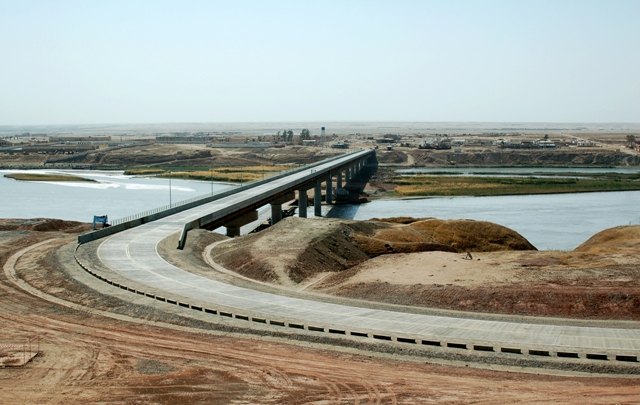
سيطر يوسف البرم على أجزاء واسعة في خُراسان وجنوب طبرستان، ومنها منطقة الجوزجان أثناء ثورته. صورة حديثة للجوزجان في أفغانستان المُعاصرة. (2007)

يعتبر يوسف بن إبراهيم، المعروف بالبرم، سنة 160هـ / 776م، من أوائل الثَّائرين على خلافة المهدي، إذ تمرد على سياسات الحكم. تمكن البرم في بادئ الأمر من السيطرة على مدينة بوشنج الخُراسانيَّة، ثم وسَّع نفوذه إلى مرو الرُّوذ، والطَّالقان، والجوزجان. اضطر الوالي مصعب بن زريق (جد طاهر بن الحسين) إلى الفرار أمام تقدم قوات البرم، مما جعل تمرده يشكل تهديدًا خطيرًا لاستقرار خراسان، مُجذبًا حوله عددًا كبيرًا من المؤيدين والأنصار. سُرعان ما كلَّف المهدي قائده المخضرم يزيد بن مزيد الشيباني، ابن أخي معن بن زائدة، لسحق ثورة البرم. اندلعت معركة شرسة بين الطرفين، نجح فيها يزيد في أسر يوسف البرم بعد قتال عنيف كاد يقلب موازين القوة.

نُقل البرم وأتباعه إلى بغداد على ظهور الجمال ووجوههم موجهة إلى الخلف، في مشهد أُريد منه إظهار انتصار الدولة وهيبة الخلافة أمام الخارجين عن سلطتها. وصل البرم وأتباعه إلى الرصافة حيث كان المهدي مقيمًا، فأُحضروا بين يديه، ليأمر الخليفة بقطع يدي البرم وقدميه، ثم ضرب عنقه مع أصحابه عملًا بحكم الشريعة الإسلامية على المُفسدين في الأرض، وذلك بسبب قتله أحد إخوة هرثمة بن أعين. بعد تنفيذ الحكم، أمر المهدي بتعليق جثثهم على جسر دجلة، ليكونوا عبرة لغيرهم، وليؤكد صرامة الخلافة في التعامل مع الخارجين عليها.

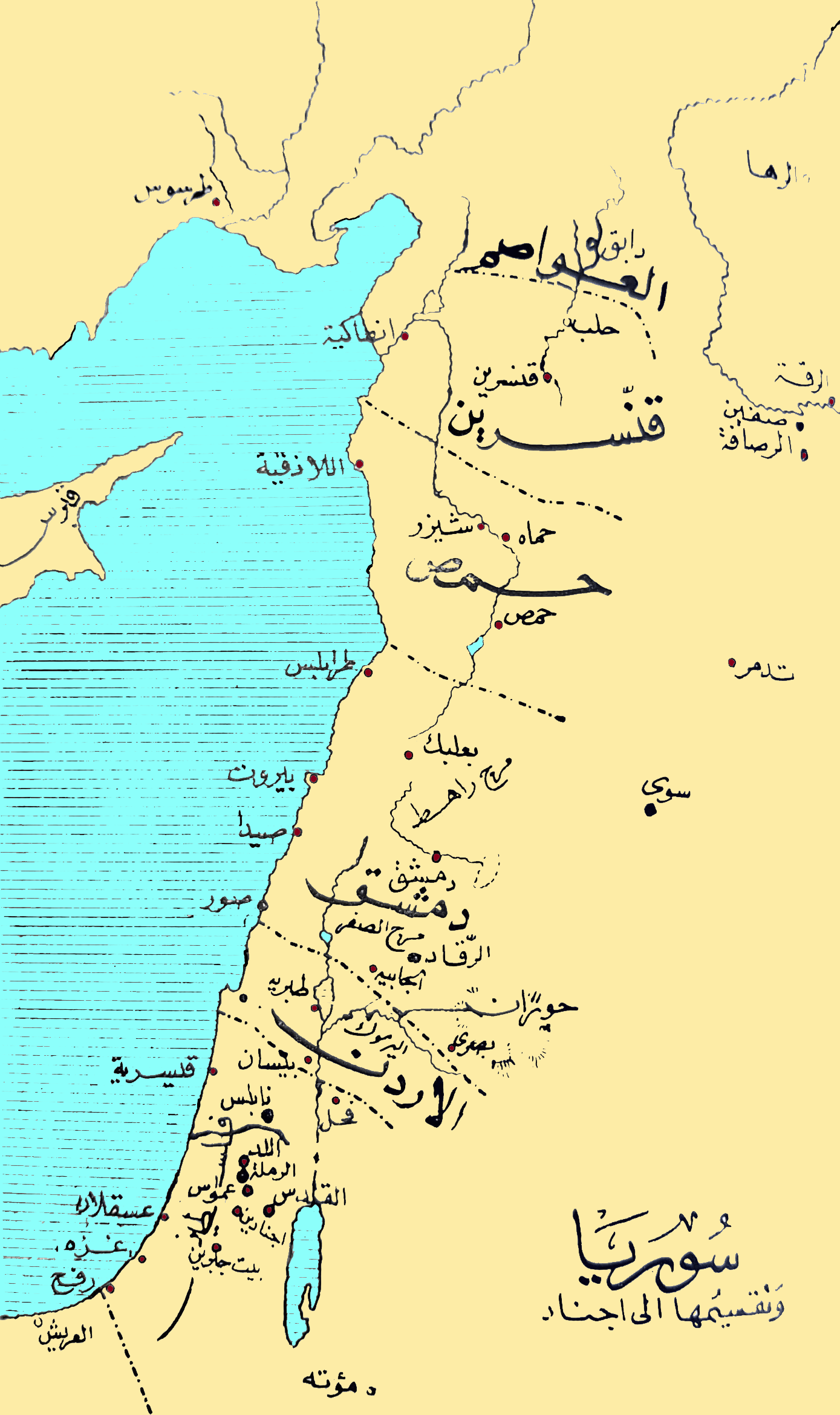
موقع قِنَّسرين في بلاد الشَّام الذي خرج بها عبد السلام اليشكري على الخليفة المهدي وانتهت بالقضاء على اليشكري وأتباعه.

### تمردات الخوارج
يُعد خروج عبد السلام بن هاشم اليشكري في قِنَّسرين، من أوائل ثورات الخوارج في خلافة المهدي سنة 162هـ / 779م، وقويت شوكته، وصمد في وجه الحملات التي أرسلها المهدي للقضاء عليه. ومع تزايد خطره، انتدب له الخليفة القائد شبيب بن واج المروروذي، لكن الأخير مُني بالهزيمة في بداية المواجهة. عندها، أمدّ المهدي المروروذي بألف فارسٍ ونفقة كبيرة بلغت مليون درهم، ليتمكن الجيش العبَّاسي من خوض معركة حاسمة هُزم فيها الخوارج، وفرّ اليشكري هاربًا إلى قِنّسرين، لكن المروروذي تعقبه وتمكن من قتله، لينتهي أمره تمامًا.
في سنة 167هـ / 784م، قام مجموعة من الأعراب بإحداث اضطرابات واسعة في بادية البصرة، بين اليمامة والبحرين، حيث قطعوا الطرق، وانتهكوا الحُرمات، وتركوا الصلاة، مما دفع المهدي لإرسال حملة للقضاء عليهم، غير أن القبائل صمدت أمام الحملة، وتمكنت من إبادة الجيش المُوجَّه إليهم، مما زاد من قوتهم وهيبتهم. ومع ذلك، اختفى ذكرهم لاحقًا ولم يُعرف عنهم أي تحركات جديدة وعادت السُّلطة لاحقًا في المنطقة. ومن ثورات الخوارج القليلة الأخيرة في خلافة المهدي، خروج ياسين التميمي، الذي تغلَّب على أجزاء واسعة من ديار ربيعة والجزيرة في سنة 168هـ / 785م، متبنيًا عقيدة الصفريَّة. أدرك المهدي خطورة تمرده، فانتدب إليه القائد أبو هُريرة محمد بن فرّوخ، ومعه القائد العسكري الشهير هرثمة بن أعين مولى بني ضبَّة، فقادا الجيش العبَّاسي في معركة حاسمة تمكنوا فيها من هزيمة ياسين التميمي وقتله مع عدد من أصحابه، مما أدى إلى تفرق أتباعه وإنهاء خطره كليًا.

### ظهور المقنع الخراساني

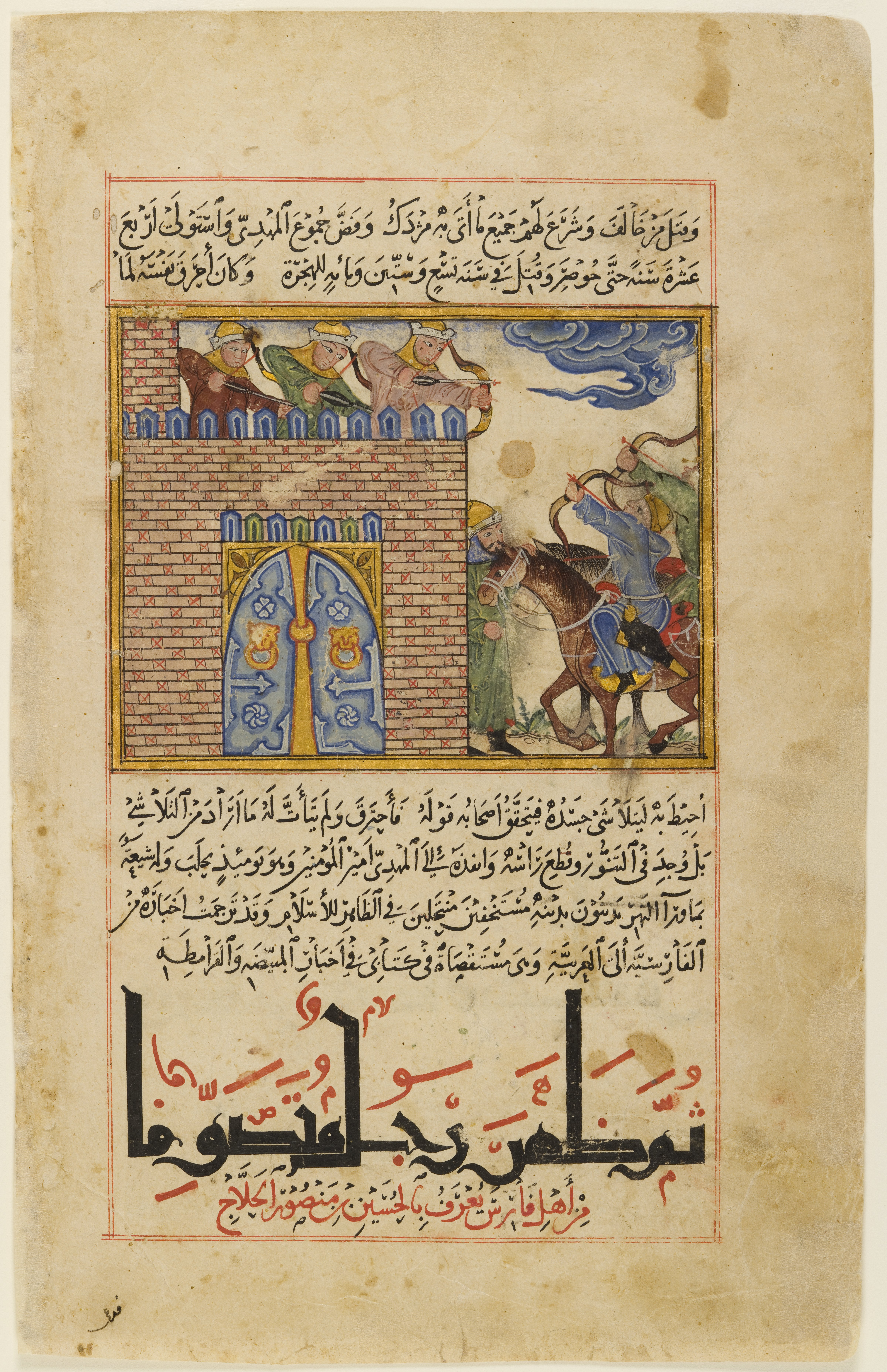
مخطوطة عربيَّة تظهر اقتحام قلعة المُقنَّع الخُراساني والقضاء عليه في خلافة المهدي. بريشة العالم المُسلم أبو الرَّيحان البيروني.

ظهر في خراسان سنة 160هـ / 777م، رجلٌ غامض، أعور، وقصير القامة يُدعى هاشم بن حكيم، وقيل عطاء. كان يُخفي وجهه خلف قناعٍ ذهبيٍّ، لذا عُرف باسم المُقنَّع. لم يكن المُقنَّع مجرد زعيم ديني، بل ادّعى الألوهية أمام مجموعة من أتباعه، زاعمًا أن الله تجسد في صورٍ متعددة عبر التاريخ، بدءًا من آدم وصولًا إلى أبو مسلم الخراساني، الذي اعتبره أفضل من النبي مُحمَّد. كما أنكر مقتل الثائر يحيى بن زيد وادعى أنه سيعود للانتقام من قاتليه. اعتمد المُقنَّع على مزيجٍ فكريٍّ من الفلسفات الفارسية والإسلامية والهندية، مما جعل عقيدته غامضة ومثيرة للجدل بين أتباعه. ومع ذلك، فقد ازداد أنصاره إيمانًا به إلى حد السجود له من أي مكان كانوا فيه، ويرددون أثناء الحروب: «يا هاشم أعنا». اتخذ المُقنَّع وأتباعه قلعة بسنام وسنجردة في رساتيق كش مركزًا لهم، قرب بُخارى، حيث تحصنوا وبدأوا في توسيع نفوذهم. سرعان ما انضمت إليه جماعات من بخارى والصغد، ثم قبائل تركية، الذين أغاروا على أموال المسلمين دعمًا لحركته. نجح أنصاره في السيطرة على عدة قرى وقلاع في كش، وصمدوا أمام عدة حملات عسكرية من الدولة العباسية بقيادة أبي النعمان، والجنيد، وليث بن نصر، لكن دون أن تتمكن الخلافة من القضاء عليهم.
أدرك الخليفة المهدي خطورة هذه الحركة، فانتدب قائده مُعاذ بن مُسلم على رأس الجيش العبَّاسي، وأيَّده بالقادة: جبرائيل بن يحيى، وعقبة بن سالم، وسعيد الحرشي، للقضاء على حركة المُقنَّع. اندلعت معركة في الطواويس، وألحق العبَّاسيُّون هزيمة كبيرة بأتباع المُقنَّع، ما دفعهم إلى الانسحاب نحو قلعة بسنام والتحصُّن بها. أثناء الحصار، طلب سعيد الحرشي من المهدي أن يُفرده في حرب المُقنَّع بسبب خلافه مع معاذ بن مسلم، فوافق الخليفة على طلبه. طال الحصار، وبدأ أتباع المُقنَّع يفقدون الأمل، فتفاوضوا سرًا مع قادة الخلافة طلبًا للأمان مقابل الاستسلام، فخرج حوالي ثلاثين ألفًا من القلعة، ولم يبقَ فيها سوى المُقنَّع وألفي مقاتل من أنصاره المخلصين. أدرك المُقنَّع اقتراب نهايته، فجمع نساءه وأهله وأمرهم بشرب السم، ثم أضرم النار في نفسه وألقى بجسده فيها، داعيًا أتباعه للانضمام إليه في النار للالتحاق به أثناء صعوده إلى السماء. اقتحم الجيش العبَّاسي القلعة، ليجدها خاوية تمامًا، وقد أُحرِق كل من فيها وما عليها. ورغم الموت الغريب للمُقنَّع وأتباعه، إلا أن أفكاره لم تمت، بل استمرت لدى من تبقى من أتباعه، المعروفين باسم المُبيّضة في بلاد ما وراء النهر، غير أنهم أخفوا معتقداتهم بعد هزيمتهم خوفًا من الاضطهاد. أرسل القائد سعيد الحرشي رأس المُقنَّع إلى الخليفة المهدي، المُقيم آنذاك في حلب سنة 163هـ / 780م. اعتُبر هذا الانتصار ضربة قاصمة لحركة تمرد خطيرة هددت استقرار النُّفوذ الإسلامي في الشرق.

### الرشيد وليا للعهد بعد الهادي
كان الخليفة المهدي يُحب ابنه هارون، المُكنَّى أبا جعفر، وكان يُولي إليه المهام العسكرية والإدارية، فلم يُخيّب هارون ظنه، ويُتمّ كل مهمة يُكلف بها بنجاحٍ مُبهر. وتعد حملة الصَّائفة الضخمة من أبرز إنجازاته، إذ وصل على رأس الجيش العبَّاسي إلى أبواب القسطنطينية، مما شكل تهديدًا مباشرًا لمملكة الرُّوم التي تواجه مخاطر داخليَّة وخارجيَّة عدة آنذاك. عقب عودة هارون إلى بغداد في موكبٍ مهيب، جالبًا معه رسولًا من الرُّوم يحمل الجزية إلى الخليفة، رأى المهدي أن ابنه أثبت كفاءته وحنكته، فقرر أخذ البيعة له بولاية العهد بعد أخيه موسى الهادي. وفي يوم السبت، 17 مُحرَّم 166هـ / 30 أغسطس 782م، أعلن المهدي تولية هارون العهد من بعد أخيه، وأطلق عليه لقب الرَّشيد. تزامنت هذه الفترة مع رخاءٍ اقتصاديٍّ كبير فيس البلاد، وشهدت الأسواق انخفاضًا في الأسعار نتيجة الغنائم الهائلة التي عاد بها الرَّشيد من حملته الناجحة.

### تتبع الزنادقة وإفناؤهم

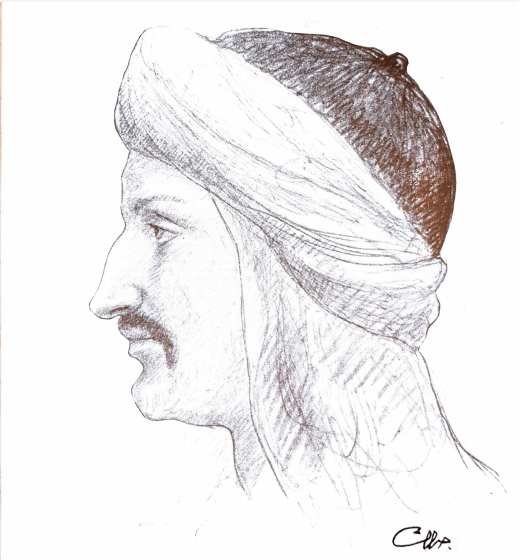
رسم تخيُّلي لعبد الله بن المقفع، أحد الزنادقة الذين أُعدموا في عهد أبو جعفر المنصور بأمر الوالي سفيان بن معاوية المُهلبي. بريشة جبران خليل جبران (1919).

تعود كلمة زنديق وزندقة إلى أصل فارسي، ثم دخلت إلى اللُّغة العربيَّة. وفقًا لما ذكره اللُّغوي ابن منظور، فإن الزنديق هو الشخص الملحد أو الدهري، أي الذي لا يؤمن بالله ولا بالآخرة. بينما يرى اللُّغوي مجد الدين الفيروزآبادي أن الكلمة تشير إلى أتباع ديانة المجوس، الذين يؤمنون بإلهين للكون، أحدهما للخير والنور، والآخر للشر والظلمة. توسّع المصطلح ليشمل المنافقين الذين يظهرون الإيمان، ويبطنون الكفر. مع مرور الزمن، أصبح مصطلح الزندقة يُطلق على كل شخص يشكك في العقيدة الإسلامية أو يتبع فلسفات منحرفة، بل وأُطلق أحيانًا على من يتشبَّه بالفرس في عاداتهم، أو يُغرق في المجون والزندقة الفكريَّة.

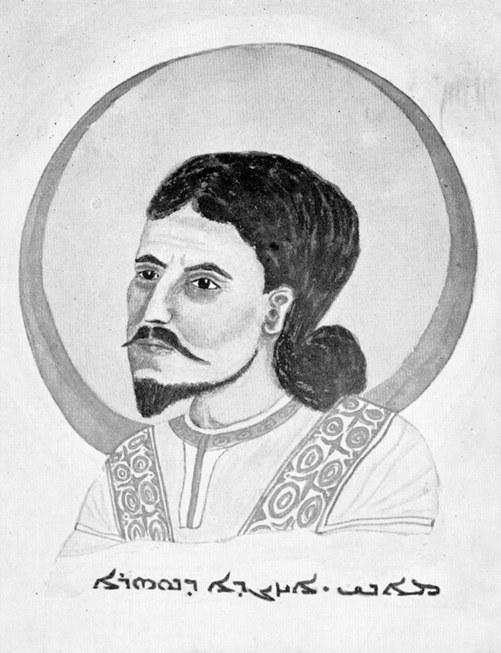
رسمٌ تخيُّلي لماني، مُؤسس الديانة المانويَّة، إحدى الديانات التي تبنَّاها الزنادقة في العصر العبَّاسي.

على الرغم بأن بذور الزندقة تعود إلى العصر الأموي، إلا أن المواجهة الحقيقية معها بدأت في العصر العبَّاسي، حينما شعر الخلفاء العبَّاسيين بتشكُّل خطر سياسي وديني على دولتهم، إذ سعى الزَّنادقة إلى إعادة النفوذ الفارسي وتقويض أسس الإسلام. استهدفت الخلافة العبَّاسية بشكل رئيسي أصحاب العقائد الفارسيَّة القديمة، مثل المانوية، والمجوسية، ومن كانوا يُشككون في العقيدة الإسلامية. بدأت حملة ملاحقة الزنادقة في خلافة أبو جعفر المنصور، لكنها بلغت أوجها في عهد ابنه المهدي. رأى المهدي أن الزندقة تهدد تماسك الدولة، فأنشأ ديوانًا خاصًا لمحاربتها عام 167هـ / 783م، وأوكل إدارته إلى عمر الكلوذاني، الذي عُرف بلقب "صاحب الزنادقة"، وبعد وفاته خلفه محمد بن عيسى بن حمدويه.
وفي أثناء حملة المهدي لغزو الرُّوم، عرج إلى نواحي حلب، وأعدم عددًا كبيرًا من الزنادقة فيها، وأمر بتمزيق كتبهم. ومع ذلك، فلم يكن المهدي يُصدر أحكام الإعدام دون تحقيق، إذ يُعطي الزنديق فرصة للتوبة، فإن تاب، تركه، إلا إذا ثبتت عودته إلى ما كان عليه.
ومن أشهر من قتلهم المهدي: عبد الكريم بن أبي العوجاء، أحد أتباع ماني، وكان يُشكك في التوحيد ويستخف بالمصحف، وعند لحظة إعدامه، قال:«أما والله لئن قتلتموني، لقد وضعت فيكم أربعة آلاف حديث، أحرم فيها الحلال، وأحلل فيها الحرام، ولقد فطرتكم في يوم صومكم، وصومتكم في يوم فطركم». وصالح بن عبد القدوس، وهو أحد المروجين لأفكار الفرس، وكان يُقصّ الحكايات والأخبار المشوهة عن الإسلام. وبشار بن برد، شاعر اشتهر بالمجون والزندقة، وكان يُكثر من التكفير في شعره، ومن أبياته:

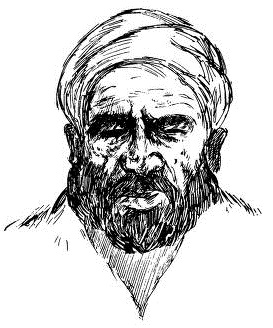
رسم تخيُّلي للشاعر بشار بن برد، الذي قضى ضربًا بالسياط حتى الموت لزندقته سنة 168هـ / 784م.

وزاد ابن برد في كفرياته قائلًا إن كل الصحابة كفار لأنهم لم يبايعوا علي بن أبي طالب، ثم كفَّر عليًا لأنه لم يقاتلهم على ذلك. حاول المهدي ثنيه عن هذا النهج بالحُسنى، لكنه رفض، فأمر بجلده بالسياط حتى الموت سنة 168هـ / 784م. ومحمد ابن الوزير معاوية بن يسار، إذ كان يحفظ القرآن لكنه اختلط بالزنادقة، فلما امتحنه المهدي استعجم وتعثر، ليأمر المهدي بقتله، وسبب ذلك عزل الوزير نفسه. ورغم قسوته عليهم، إلا أن المهدي امتنع عن قتل أيٍّ من الزنادقة من بني هاشم، مُتخذًا طريق إصلاح علاقته مع العلويين، فاكتفى بسجن بعضهم، مثل يعقوب بن الفضل من ذرية الحارث بن عبد المطلب، وأحد أولاد عمِّه داود بن علي العباسي، إذ وُجهت إليهما اتهامات بالزندقة. في سنة 162هـ / 779م، ظهرت طائفة دينية جديدة تُعرف باسم "المُحمَّرة"، لارتدائهم الثياب الحمراء. تزعمهم رجل يدعى عبد القهَّار، وأخذوا ينتشرون في جرجان، فأرسل المهدي قائده عمر بن العلاء لمحاربتهم، فهزمهم وقتل زعيمهم.
أوصى المهدي ابنه ووليُّ عهده الأوَّل موسى الهادي بمتابعة محاربة الزنادقة حال استخلافه، قائلًا: «يا بني، إن صار لك هذا الأمر، فتجرد لهذه العصابة (أي الزنادقة)، فإنها فرقة تدعو الناس إلى ظاهر حسن، كاجتناب الفواحش والزهد في الدنيا والعمل للآخرة، ثم تخرجها إلى تحريم اللحم ومس الماء الطهور وترك قتل الهوام تحرجًا وتحوبًا، ثم تخرجها من هذه إلى عبادة اثنين، أحدهما النور والآخر الظلمة، ثم تبيح بعد هذا نكاح الأخوات والبنات، والاغتسال بالبول، وسرقة الأطفال من الطرق لتنقذهم من ضلالة الظلمة إلى هداية النور، فارفع فيها الخشب، وجرد فيها السيف، وتقرب بأمرها إلى الله لا شريك له».

### ثورة دحية بن مصعب الأموي

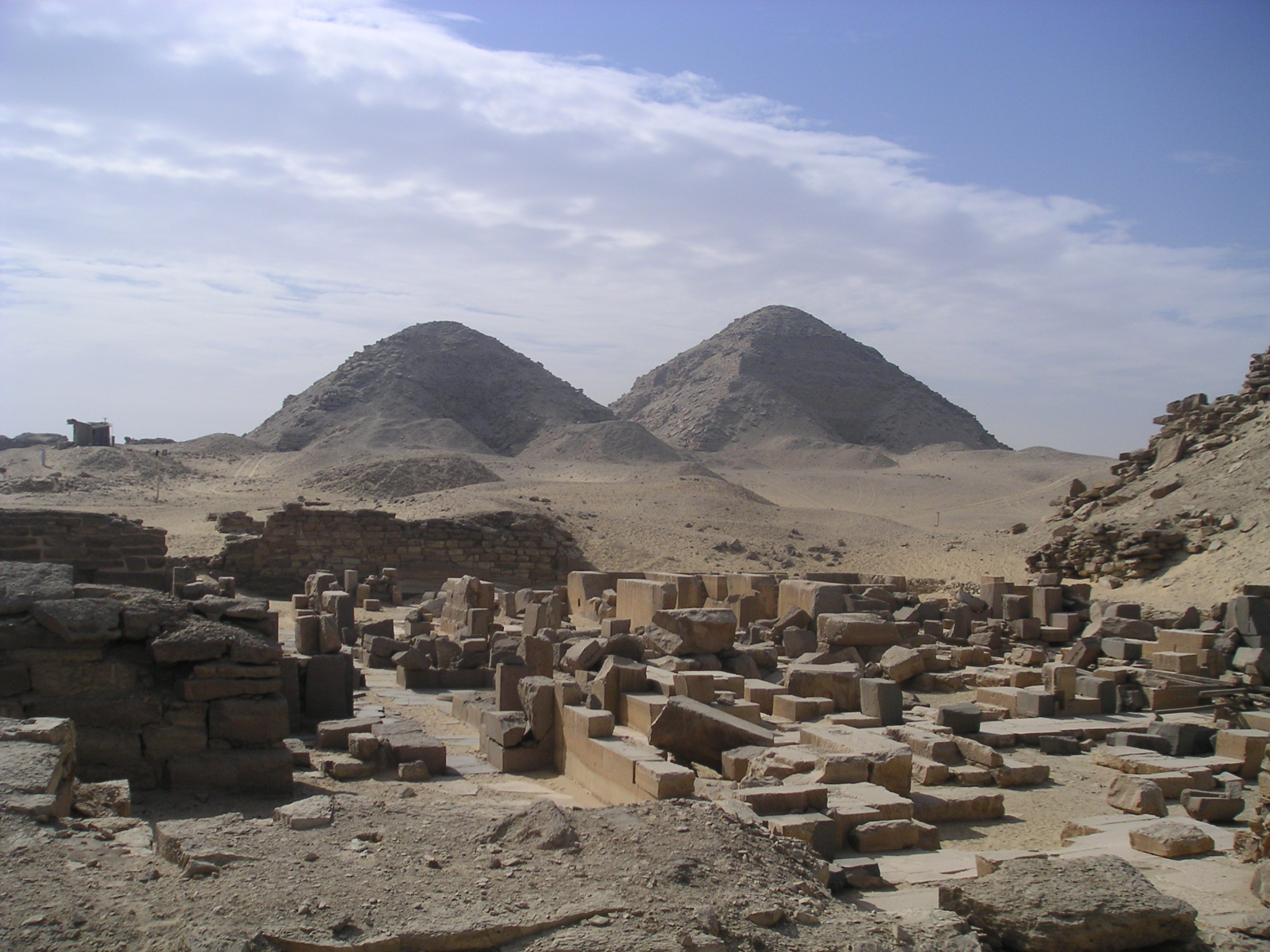
صورة تظهر أبو صير المصريَّة، حيث انطلقت ثورة دحية الأموي. (2004)

شهدت مصر في عهد الخليفة المهدي واحدة من أخطر الاضطرابات، قادها دحية بن مصعب الأموي، مُعلنًا تمرده في صعيد مصر، وتحديدًا في قرية بوصير، حيث قُتل فيها آخر خلفاء بني أمية، مروان بن محمد، سنة 132هـ / 750م. اندلعت ثورة دحية في سنة 167هـ / 783 أو 784م، وهدفت لإعادة النفوذ الأموي واستمالة المُعارضين للحكم العبَّاسي. واجه والي مصر، إبراهيم بن صالح العبَّاسي، صعوبة في التعامل مع ثورته، مما دفع المهدي إلى عزله واستبداله بالقائد موسى بن مصعب الخثعمي، ثم لاحقًا عسامة بن عمرو المعافري، إلا أن كلاهما عجز عن إنهاء الثورة، مما سمح لدحية بمواصلة نشاطه في بعض مناطق الصعيد. استمرت الثورة أربع سنوات، حتى بعد وفاة المهدي، وظل دحية ثائرًا حتى عهد ابنه موسى الهادي، والذي أدرك خطورة الوضع، فعين قريبه الفضل بن صالح العبَّاسي واليًا على مصر، وأمره بقيادة جيش كبير للقضاء على الثورة. وفي جمادى الآخرة سنة 169هـ / يناير 784م، اندلعت المعركة الحاسمة، وانتهت بمقتل دحية وسحق قواته، ليتم القضاء على إحدى آخر المحاولات لإعادة الحكم الأموي.

### المسير إلى الهادي لخلعه وتثبيت الرشيد

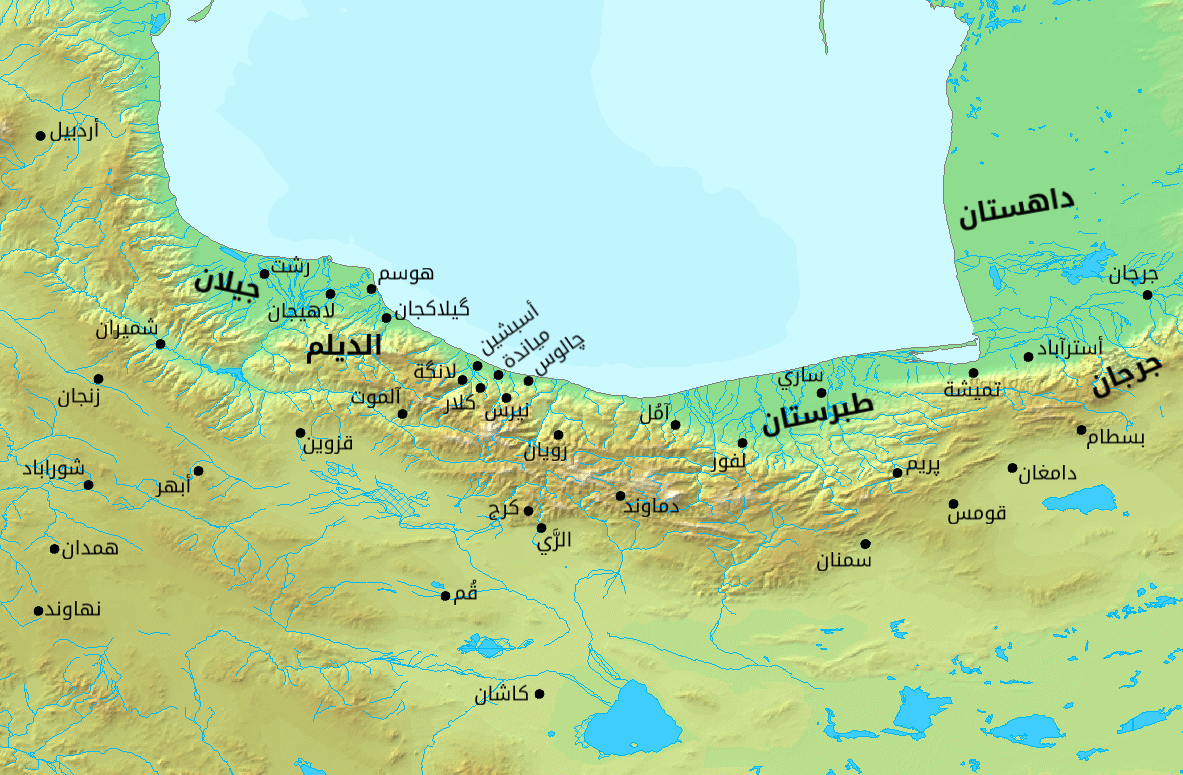
منطقة طبرستان وما جاورها التي شهدت اضطرابات بعد فترة من فتحها، ما جعل المهدي يرسل موسى الهادي على رأس جيشٍ كبير لإعادة ضبط الاستقرار فيها.

رأى المهدي في ابنه هارون الرشيد صفات القائد المحنك، فكان أكثر ميلًا إليه عن أخيه موسى الهادي في مسألة ولاية العهد، راغبًا بتثبيت الرشيد بدلًا منه وليًا للعهد. وفي سبيل ذلك، بعث المهدي رسالة إلى الهادي يطلب منه الحضور إلى بغداد، حيث أقام الهادي في طبرستان، لمحاربة كلًا من ونداد هرمُز وشروين سنة 167هـ / 784م. أدرك الهادي نوايا والده من وراء استدعائه بشكلٍ ما، وأن قدومه إلى بغداد ليس إلا محاولة لعزله، فرفض الامتثال. وعندما أرسل المهدي رسولًا آخر لإقناعه، قابله الهادي بالضرب والإهانة، وأصرّ على عدم الذهاب، خصوصًا بعدما علم أن والدته الخيزران بنت عطاء تدعم تقديم الرَّشيد على الهادي في ولاية العهد. أثار فعل الهادي غضب المهدي، وقرر التحرك بنفسه لإجبار ابنه على الطاعة، فخرج إليه في 11 مُحرَّم 169هـ / 23 يوليو 785م. لكنه أثناء الرحلة، توقف ليستريح في قرية الرُّذ من ماسبذان، وهي منطقة تتبع ولاية الجبال، إلا أن المنية وافته هناك، في 22 مُحرَّم 169هـ / 4 أغسطس 785م، لينتقل الحكم مباشرة إلى موسى الهادي، قبل أن يتمكن المهدي من تنفيذ خطته في خلعه لصالح الرشيد.

## وفاته في ماسبذان
غضب المهدي على ابنه موسى الهادي بسبب رفضه القدوم إليه وإهانته لرسوله، فقرر الذهاب إليه بنفسه لعزله من ولاية العهد لأجل منحها لابنه الآخر هارون الرشيد بعدما رأى من ذكائه وحسن تصرُّفه وحملاته ما شجَّع المهدي لتعيينه خليفةً عقبه. غير أن خلع الهادي كان يتطلب أن يخلع نفسه من ولاية العهد لتحقيق ذلك. خرج المهدي من بغداد متجهًا إلى جرجان لتنفيذ عزله، لكنه استحسن الإقامة في ماسَبَذان، حيث نزل في قرية الرَّذّ من ولاية الجبال واستراح فيها، ثم أرسل إلى زوجته الخيزران بنت عطاء طالبًا قدومها إليه، فجاءته في مائة هودج مكسوة بالوشي والديباج، فابتهج بلقائها وأُعجب بجمال الموضع وصفاء الزمان.

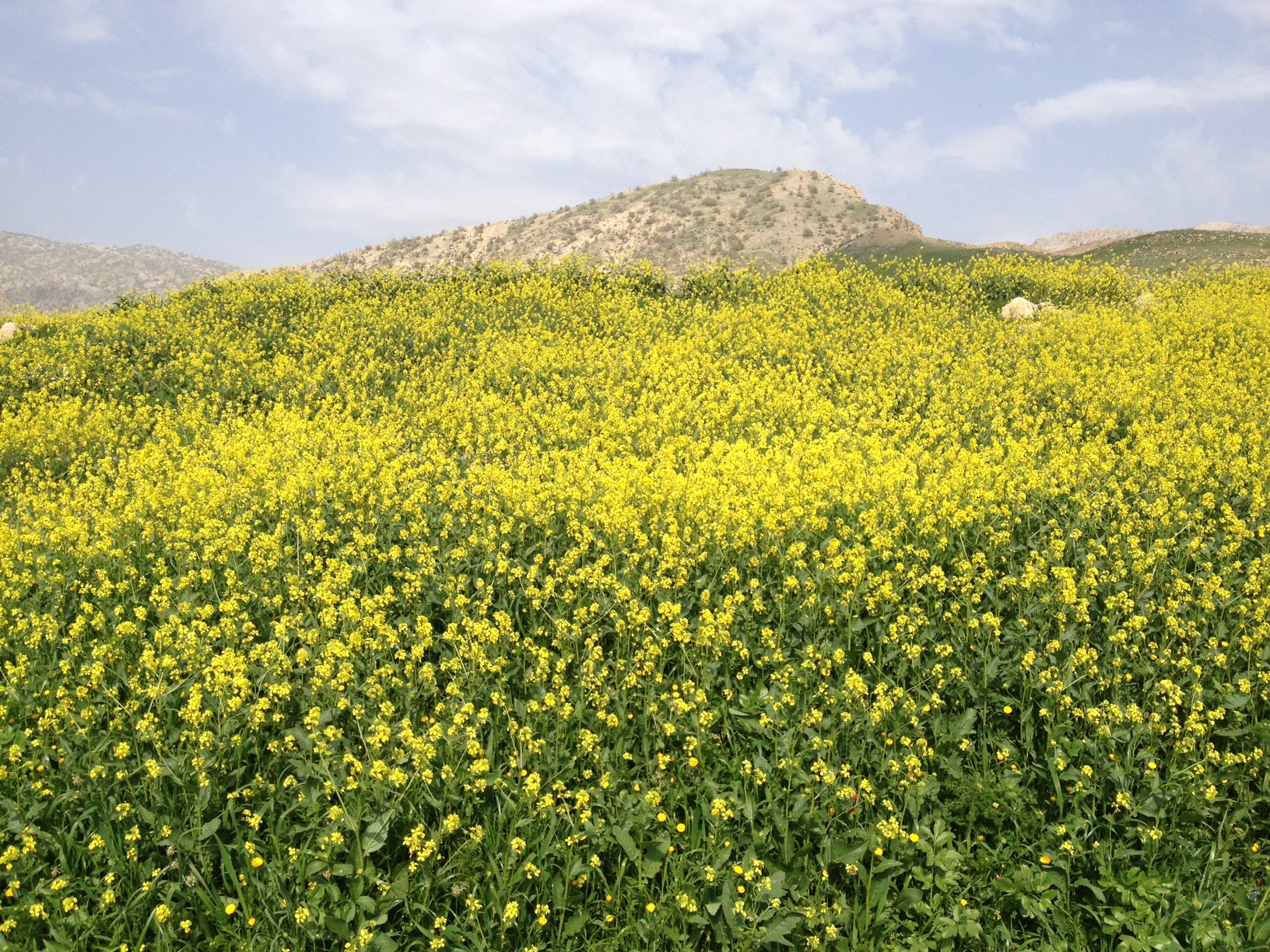
صورة لمنطقة زراعيَّة من محافظة عيلام في إيران المُعاصرة، والتي تعد امتدادًا لمنطقة ماسبذان التَّاريخيَّة. (2014)

في اليوم الثالث من قدوم الخيزران، تناول المهدي طعامه، وكان خبزًا ولحمًا باردًا، ثم التفت إلى خواصه قائلًا: «إني داخل إلى البهو لأنام، فلا توقظوني حتى أكون أنا الذي أستيقظ»، ثم دخل إلى البهو، بينما نام خواصه في الرواق. فجأة، استيقظوا على صوت بكائه، فهرعوا إليه يسألونه عن السبب، فقال لهم: «أرأيتم ما رأيت؟»، فأجابوه بالنفي، فقال: «رأيت شيخًا، لو كان بين مائة ألف لعرفته، وكان آخذًا بعضادة البَهْو وهو يقول»:
لم يمضِ سوى عشرة أيام حتى توفي المهدي في نفس الموضع الذي رأى فيه تلك الرؤيا. تضاربت الروايات حول سبب وفاة المهدي، فقيل إنه خرج للصيد، فطاردت كلابه ظبيًا وتبعته حتى دخل باب خربة، فلحقت به الكلاب ثم تبعها المهدي على فرسه، فدخل الباب وسقط عليه مما أدى إلى وفاته فورًا. وتشير رواية أخرى إلى أن إحدى جواري القصر أرسلت إناءً يحتوي على سم إلى جارية أخرى بدافع الغيرة، غير أن المهدي تناول الطعام منه دون علم الجارية بأنه مسموم، فلما اكتشفت الأمر خافت وأخفت الحقيقة، لكن السم سرى سريعًا وأودى بحياته. أما رواية ثالثة، فتذكر أن جارية تُدعى حسنة أعدت كمثرى مسمومة وأهدتها لجارية أخرى كان المهدي مغرمًا بها، إلا أن المهدي بسبب عشقه للكمثرى، أخذها وأكلها. وما هي إلا وهلة حتى شعر بالألم وصاح، قائلًا: «جوفي! جوفي!»، فجاءت الجارية التي كان يقصدها المهدي وهي تلطم وجهها وتبكي قائلة: «أردت أن أنفرد بك، فقتلتك يا سيدي!». أما الجارية حسنة، فعادت وهي ترتدي المسوح على قبتها حزنًا على ما جرى له.
بعد وفاة المهدي، صلَّى عليه ابنه هارون الرشيد الذي كان حاضرًا معه في الرذ، ثم أعلن خلافة أخيه موسى الهادي وحلف له يمين الطاعة ثم بعث إليه البردة النبويَّة والقضيب وخاتم الخلافة مُعزيًا بوفاة والده ومُهنئًا لأخيه موسى الهادي بالخلافة. توفي المهدي ليلة الخميس من يوم 22 مُحرَّم سنة 169هـ / 4 أغسطس 785م، عن عمرٍ ناهز 41 عامًا حسب التقويم الهجري، و40 عامًا حسب التقويم الميلادي، بعد حكمٍ دام عشرة أعوام وشهرًا وستة عشر يومًا هجريَّة.
قيل في رثاء المهدي:

## النهضة المهدوية

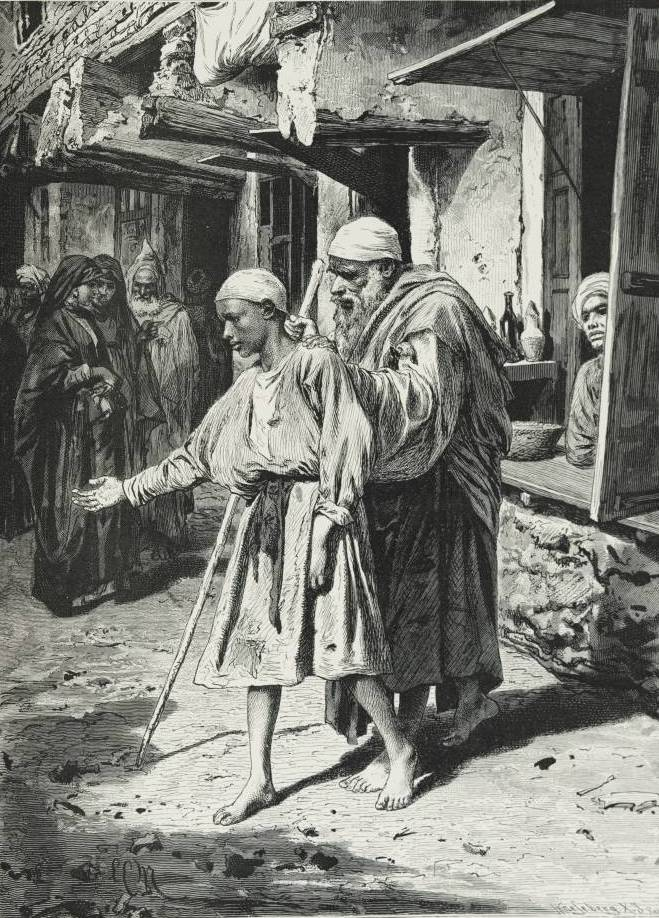
صرف المهدي رواتب ثابتة لمرضى الجذام، والمكفوفين، والمساجين، وغيرهم في سائر أنحاء البلاد، ويعد ذلك الأول من نوعه في تاريخ الخلافة الإسلاميَّة. (1878)

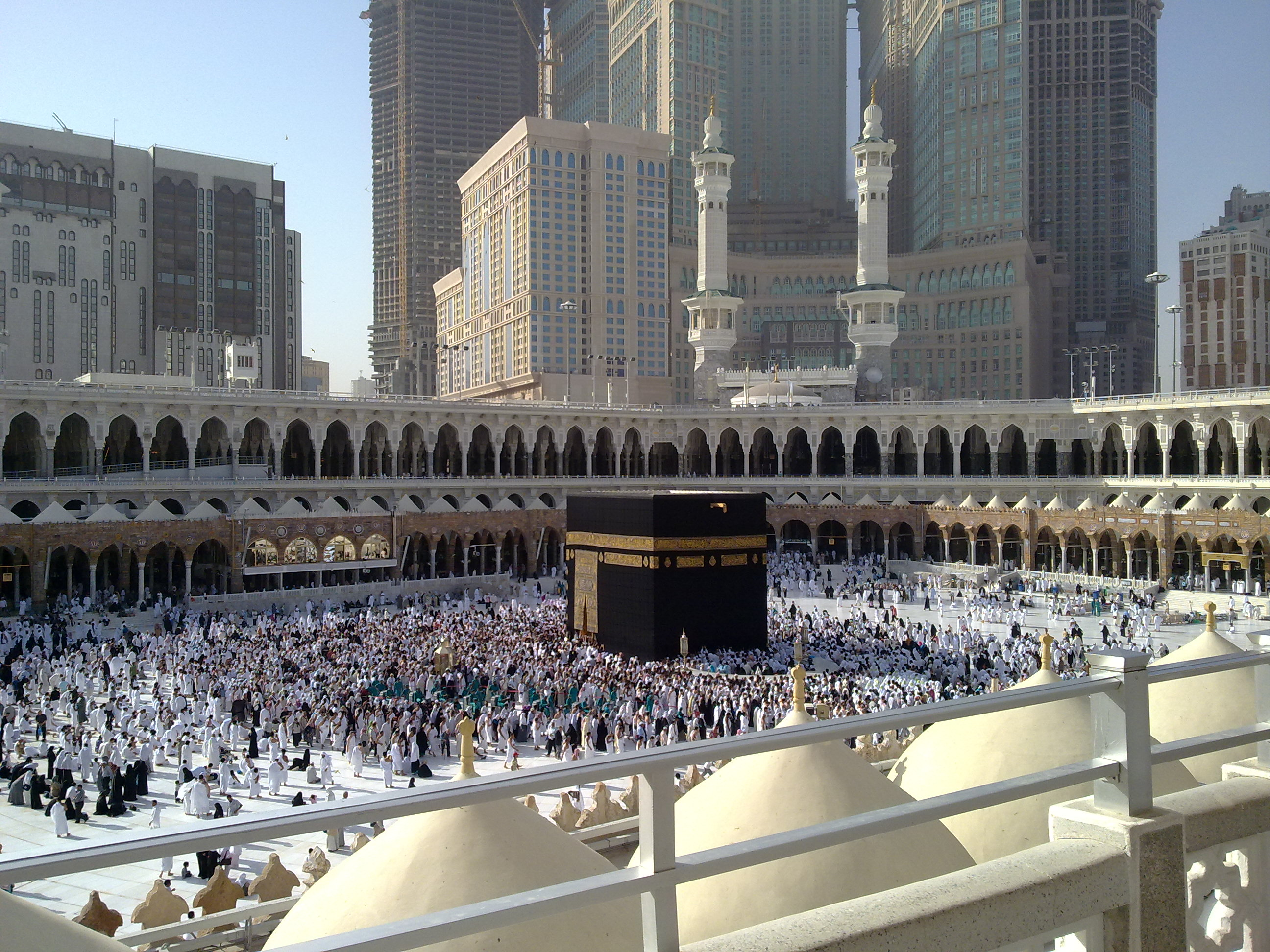
حظت كُلًا من مكَّة المُكرَّمة والمدينة المُنوَّرة بنصيبٍ كبير من اهتمام الخليفة المهدي، من تحسين طُرُقهما، والتوسعات الكبيرة في خلافته. (2011)

استفاد المهدي من الإرث الكبير الذي تركه له والده أبو جعفر المنصور، فقد تجاوزت الخلافة العبَّاسية في عهده مرحلة الاضطراب والقلق والمحن، ودخلت في طور الاستقرار والتمكن. ورغم أن المنصور قد كرس سنوات حكمه في حروب ومعارك أنهكت خصومه، إلا أن المهدي عمل على تهدئة الأوضاع وإصلاح ما خلّفه الماضي من خلافات، فبدأ عهده يشهد ازدهارًا اقتصاديًا وعمرانيًا كبيرًا انعكس على أرجاء الدولة، إذ اتسمت بالبذخ والرخاء في حين كان عهد أبيه المنصور اقتصاديًا لدرجة كبيرة. أنفق المهدي بسخاء على البناء والتعمير، فضلاً عن اهتمامه برعاية الفقراء والمحتاجين. ولأول مرة في تاريخ الخلافة الإسلامية، أُقرت رواتب ثابتة لمرضى الجذام، والمكفوفين، والمساجين، والضعفاء في سائر أنحاء الخلافة، وهو ما وصفه المؤرخ ابن كثير الدمشقي: «وهذه مثوبة عظيمة ومكرمة جسيمة». وفي العام التالي، حين حجَّ في مكة، تزوج رقية بنت عمرو، من ذرية الصَّحابي عثمان بن عفان، واختص بعض المقربين منها بمكانة خاصة.

### بناء المدن وإنشاء الطرق
بدأ الخليفة المهدي مشاريعه العمرانية مبكرًا، ففي العام التالي لجلوسه على الخلافة سنة 159هـ / 776م، أمر ببناء سور الرصافة، وبنى خندقها ومسجدها. ومع مرور السنوات، توسعت مشروعاته لتشمل بناء القصور وزيادة المنشآت العامة، حيث استمر العمل في هذه المشاريع لسنوات طويلة حتى اكتمل كثير منها في عهد خلفائه. شهدت مكَّة نصيبًا وافرًا من النهضة العمرانية بشكلٍ ملحوظ، إذ أمر المهدي بتعبيد طريق الحج، وبناء أحواض تخزين مياه الأمطار، وتشييد استراحات على طول الطريق، فضلًا عن توسعة شبكة الطرق والممرات المؤدية إلى الحجاز والعراق. استمر العمل في هذه المشاريع قرابة عقد ونصف حتى انتهت سنة 171هـ / 787 أو 788م، مما أسهم في تحسين شبكات المواصلات وتأمين طرق التجارة. شيّد المهدي قصرًا باذخًا سمَّاه قصر السلام في عيساباذ، مستخدمًا أفضل مواد البناء، ليكون مقرًا له في 30 من ذي القعدة سنة 164هـ / 30 يوليو 781م. وفي ذات العام، أمر بإقامة البريد بين مكة والمدينة واليمن، وهو الأول من نوعه في تاريخ البريد الإسلامي، وذلك في إطار اهتمامه بتطوير المراسلات وتأمين الطرق للقوافل والتجار نتيجة اتساع الدولة.

### إعمار المساجد وتوسعة الحرمين
كان للخليفة المهدي دورٌ بارزٌ في توسيع المساجد، ففي سنة 160هـ / 777م، أمر بكسوة الكعبة المشرفة وإزالة الطبقات القديمة المتراكمة، بحيث يُكتفى بكسوة واحدة سنويًا من أجود الأقمشة. ثم أقر بتوسعة المسجد الحرام فزادها طولًا وعرضًا، فأصبحت المسافة ما بين الصفا والمروة مائة وثمانية عشر ذراعًا، ووسّع المسجد باتجاه باب بني هاشم (باب علي بن أبي طالب حاليًا) بزيادة أربعة آلاف وأربع مئة ذراع، وأدخل في التوسعة أربعة مئة وثمانية وتسعين طاقًا، وجعل في المسجد ثلاثًا وعشرين بابًا. جاءت توسعته الأكبر للمسجد الحرام في سنة 167هـ / 783 أو 784م حين قرر زيادة مساحة المسجد، فاشترى كثيرًا من الديار المحيطة بالمسجد، وعهد بالمهمة إلى مدير الحسبة يقطين بن موسى الموكَّل، واستمر العمل في المشروع أكثر من سنتين توفي المهدي دون اكتماله. شملت توسعاته المدينة المنورة، إذ فكر في توسيع المسجد النبوي وإعادة بناء المنبر، إلا أنه عدل عن ذلك بعد استشارة الإمام مالك بن أنس، الذي نصحه بعدم إزالة الدرجات التي بناها معاوية بن أبي سفيان، حتى لا يتأثر الخشب العتيق في هذه الإزالة. وسّع المهدي أيضًا جامع البصرة من جهتيه الغربية والجنوبية سنة 161هـ / 778م.

## سياسته الداخلية

### الوزارة
شهدت الوزارة في خلافة المهدي تنظيمًا أكثر وضوحًا من عهد والده المنصور، إذ كان المهدي أكثر ميلًا للاعتماد على وزرائه وتفويضهم في إدارة الدولة، مع إبقاء سلطة القرار النهائي بيده. تميزت هذه الفترة بإجراء إصلاحات إدارية جوهرية، واستحداث أنظمة جديدة لضبط إدارة الدولة، إلى جانب تعيين عدد من الوزراء الذين كان لهم تأثير كبير على سياسات الحكم.

#### أبو عبيد الله معاوية بن يسار

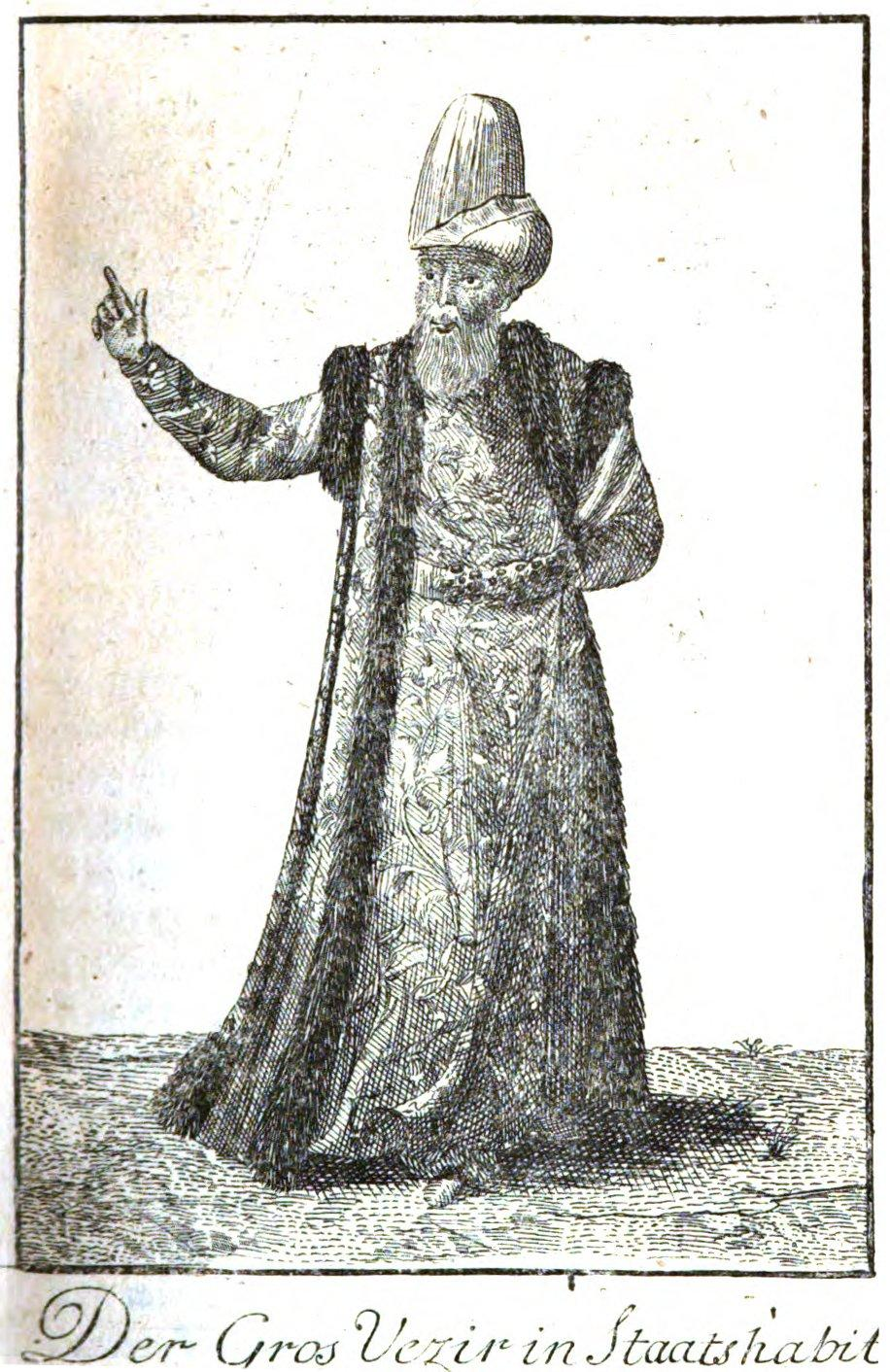
برز دور الوزير في الخلافة العبَّاسية بشكلٍ واضح في خلافة المهدي، والذي تطوَّر ونُظِّم مع مرور الوقت. رسمة بريشة كريستيان فيلهلم كيندلبن (1783).

يُعد أبو عبيد الله معاوية بن يسار، مولى الأشعريين، أول وزراء المهدي، وهو كان كاتبه ونائبه قبل توليه الخلافة، حين ضمَّهُ المنصور إليه استعدادًا ليكون وزيرًا في عهد ابنه المهدي. عُد أبي عبيد الله من أكثر الوزراء خبرة ودراية في أمور الدولة. ولخبرته وكفاءته، جمع له المهدي حاصل الملك ورتب الديوان وقرر القواعد الإدارية والمالية، حتى عُرف بين معاصريه بأنه "كاتب الدنيا وأوحد الناس حذقًا وعلمًا". تولى أبو عبيد الله تدبير شؤون الخلافة، فأشرف على الدواوين ونظم الشؤون المالية، ونقل نظام الخراج إلى نظام المقاسمة، إذ كان الخليفة يأخذ في السابق خراجًا مقطوعًا على الغلات، لكنه في عهده أصبح يأخذ نسبة معينة منها. وجعل الخراج يُفرض على النخل والأشجار المثمرة، وألف كتابًا في أحكام الخراج، يعد الأول من نوعه في أحكامه وقواعده وتفصيلاته، ليصبح مرجعًا للإدارة المالية في الدولة. رغم كفاءته الإدارية، إلا أن خصومه سعوا للإطاحة به، وكان أبرزهم الربيع الحاجب، الذي استغل كراهية المهدي للزندقة وذكر له ابن أبي عبيد الله المُتهم في الزَّندقة. ورغم أن الوزير أبي عبيد الله ذكر للمهدي أن ابنه حافظًا للقرآن، إلا أن المهدي قرر استدعاؤه لاختباره، ليجد ابن أبي عبيد الله استعجم القرآن ونسيه رغم ادعائه سابقًا أنه كان حافظًا له، فغضب المهدي وأمر أبي عبيد الله بقتله، غير أن عمِّه العبَّاس بن مُحمَّد طلب إعفاء أبيه من ذلك، ليُضرب عُنُق ابنه. تخوَّف المهدي من أبي عبيد الله لأنه قتل ابنه بسبب تدبير الربيع الحاجب، فقرر عزل أبي عبيد الله عام 161هـ / 777م،والذي توفي عام 170هـ / 786م.

#### يعقوب بن داود
بعد عزل أبي عبيد الله، استوزر المهدي يعقوب بن داود، أحد المتعاطفين مع الزيدية، إذ شارك في الدعوة لنصرة النَّفسُ الزكية على الحكم العبَّاسي في عهد المنصور وتعرَّض للحبس في المطبق، قبل أن يعفو عنه المهدي ويقربه منه إذ كان يخشى الزيدية وطلب رجلًا له معرفة بهم ليدخل بينه وبينهم ويبقى عالمًا بما يُحاك من مؤامراتهم. ومع ذلك، استطاع يعقوب أن يعزز نفوذه، حتى أصبح المسيطر الفعلي على الدولة، فأعاد العديد من الزيدية إلى مناصبهم وولاهم على أهم أعمال الخلافة في المشرق والمغرب. بدأت السعايات تتزايد ضد يعقوب، إذ اتُهم بالتخطيط لتقويض الحكم العبَّاسي في يومٍ واحد لصالح إسحاق بن الفضل، مما أثار شكوك المهدي، خصوصًا بعد طلب يعقوب تعيين إسحاق واليًا على مصر. وللتأكيد من حقيقة ما يُحاك، قرر المهدي دس جارية من جواريه وهبها ليعقوب بهدف جمع المعلومات عنه، ثم سلَّم ليعقوب رجلًا علويًا وأمره بقتله، غير أن يعقوب أخرج العلوي خفيةً وادَّعى قتله، لتقوم الجارية بإخبار المهدي بما فعله يعقوب. قرر الخليفة عزل يعقوب واعتقاله عام 166هـ / 782م، ليبقى مسجونًا حتى وفاته في عهد الرشيد.

#### الفيض بن أبي صالح
بعد عزل يعقوب بن داود، استوزر المهدي الفيض بن أبي صالح، وهو من أصل نيسابوري من خلفية نصرانيَّة، غير أن عائلته نشأوا في كنف بني العبَّاس وأسلموا وتربوا في خلافتهم وأصبح الفيض أحد رجالها المقربين. اشتهر الفيض بسخائه وكرمه، وكان جوادًا عزيز النفس، تميز بالحكمة في إدارة شؤون الدولة، ولم يواجه معارضة قوية من رجال البلاط، مما جعله يستمر في الوزارة حتى وفاة المهدي عام 169هـ / 785م. توفي الفيض في بداية عهد الرشيد عام 173هـ / 789م.

### الإصلاحات الإدارية والمالية
في سنة 162هـ / 779م، أنشأ المهدي دواوين الأزِمَّة - جمع زِمام -، وهو أحد أهم الدواوين في الخلافة، تتمثل وظيفته الأساسية في مراقبة الحسابات المالية، والإشراف على الإيرادات، وجمع الضرائب من مختلف الأقاليم. عُني هذا الديوان بمتابعة النفقات وضبطها، مما ساهم في تعزيز الرقابة المالية وضمان عدم حدوث تجاوزات في صرف بيت مال الخلافة. اعتمد المهدي في سياسته المالية على نظام المقاسمة، إذ يتم تقدير الخراج وفقًا لنوعية المحاصيل المزروعة بدلًا من فرض ضرائب ثابتة، مما يوفر دخلًا مستقرًا للخلافة دون إثقال كاهل الفلاحين، وفرض ضرائب جديدة على الأسواق والتجارة لضبط النشاط الاقتصادي ومنع الاحتكار. يعد هذا النهج امتدادًا لسياسة والده المنصور، غير أنه شهد توسعًا أكبر في عهد المهدي، إذ طُبِّق على نطاق أوسع شمل الأراضي الخصبة في العراق، ومصر، وخراسان. أمر المهدي بحفر نهر في واسط أسماه نهر الصلة، وجعل نفقة أراضيه مخصصة للإنفاق على الحرمين الشريفين، مما وفر مصدرًا ماليًا مستدامًا لتغطية نفقاتهما.

## سياسته الخارجية

### العلاقة مع الإمبراطورية البيزنطيَّة

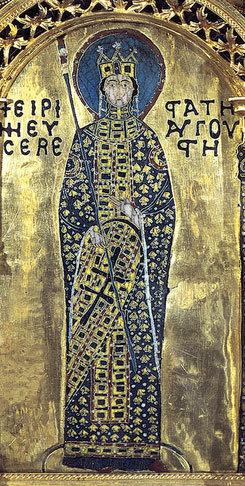
رسمٌ يُظهر الوصيَّة على العرش البيزنطي، إيرين الأثينية.

سار المهدي على نهج أبيه المنصُور في تحصين المُدُن والثُّغور البريَّة والبحريَّة مع مملكة الرُّوم، في عهد الوصيَّة على العرش البيزنطي إيرين الأثينيَّة، فلا تنفك الصَّوائف الموسميَّة تنطلق من المناطق الإسلاميَّة للإغارة أو فتح قلاعٍ روميَّة والعكس يحدث، ومع أنه لم تحدث فتوح واسعة أو تُضم مُدُن كبيرة في عهد المهدي إلى حضن الخلافة الإسلاميَّة بصورة دائمة، غير أن الانتصارات على الرُّوم كانت كبيرة، فكثرت الغنائم، وازداد عدد الأسرى. أصر المهدي على بث هيبة المُسلمين في قلوب الرُّوم، فقد شهد عهده حملتين بارزتين، الأولى على الثُّغور سنة 162هـ / 779م، والثَّانية وصلت نواحي القُسطنطينيَّة في جُمادى الآخرة سنة 165هـ / يناير 782م.
استهلَّ المهدي بداية حُكمه بضرب معاقل الرُّوم، فغزا العبَّاس بن محمد الصائفة (حملات عسكريَّة صيفيَّة) في سنة 159هـ / 776م، وتوغَّل في أرض الرُّوم حتى بلغ أنقرة وفتح مدينة لم تُذكر نواحيها، دون إصابة الجيش الإسلامي بأذى، وعاد الجيش من الحملة سالمين. في السَّنة التالية، غزا ثمامة بن العبس الصائفة، في حين جال الأسطول الإسلامي بحر الشام لقتال الرُّوم بحريًا، بقيادة القائد الغمر بن العبَّاس الخثعمي. تصاعدت الأحداث بشكلٍ كبير بين الطرفين في سنة 161هـ / 778م، فقد هاجت الرُّوم بقيادة ميخائيل البطريق، جامعًا نحو ثمانين ألف مُقاتل، فتوغَّل الرُّوم في نواحي مرعش، فقتلوا وسبوا وغنموا، ثم حاصروا مدينة مرعش، وكان الأمير عيسى بن علي العبَّاسي مُرابطًا مع المُسلمين المُحاصرين فيها. عجز البطريق عن اقتحام حصن مرعش، فانصرف عائدًا إلى جيحان مُتمركزًا بها. بلغ أنباء الهجوم الرُّومي الخليفة المهدي، فعظم عليه الأمر، وقرر تجهيز حملةٌ كبيرة على الثُّغور الرُّوميَّة للرَّد عليهم في الوقت المناسب. في سنة 162هـ / 779م، خرجت الرُّوم إلى حصن الحدث الإسلامي، فهدموا سورها، ليرد المهدي بانتداب الحسن بن قحطبة الطَّائي قائدًا لحملة كبيرة من 80 ألف مُقاتل، فبلغ المسلمون حمَّة أذرولية ووصلت إحدى السرايا أرض عمُّوريَّة، فأحرقوا وخرَّبوا وأسروا أعدادًا كبيرة من الرُّوم، ومع أن الحملة لم تفتح حصنًا ولم تلق جمعًا من جانب الرُّوم، غير أنها كبَّدتهم خسائر كبيرة، إلى درجة قيام الرُّوم برسم صور الحسن بن قحطبة على جدران كنائسهم. وفي نفس السنة، تبع حملة الطَّائي، حملةٌ أخرى بقيادة يزيد بن أُسَيِّد السلمي في نواحي قاليقلا، ففتح ثلاثة حصون، وغنم وسبى من الرُّوم.

#### انتداب ابنه هارُون لحملة الثغور الرومية

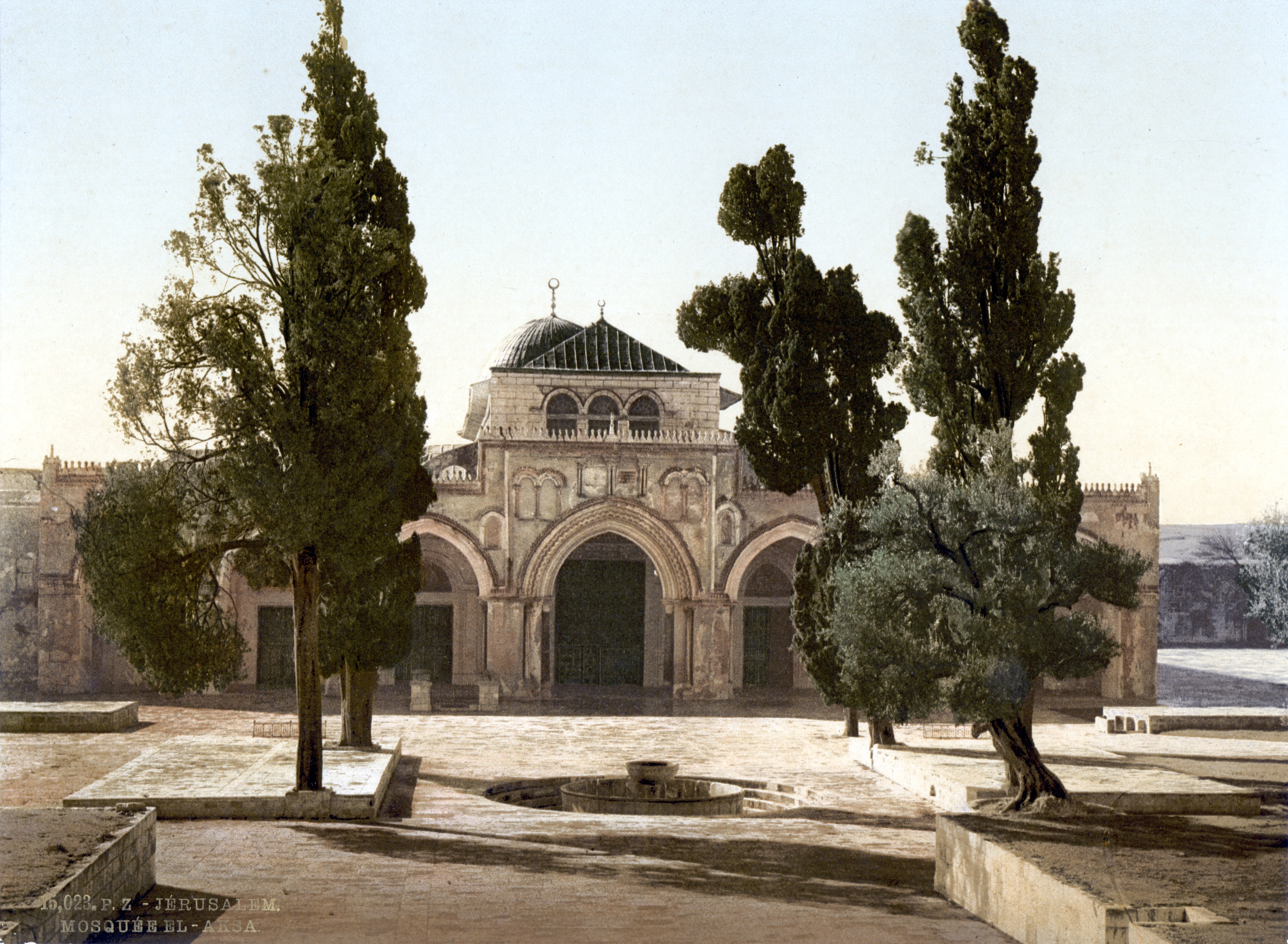
زار المهدي بيت المقدس في ولاية فلسطين، وصلَّى في المسجد الأقصى. (1900)

أطلق المهدي نداء الجهاد لجمع الأجناد الإسلاميَّة من أنحاء خُراسان وغيرها، عازمًا على تولية ابنه هارون بن المهدي قيادة الجيش لاختبار قُدراته وتجهيزه مُستقبلًا، وقرَّر السير معه، مُستخلفًا وليَّ عهده الهادي على العاصمة بغداد. انطلق المهدي مُستصحبًا ابنهُ هارُون نحو أرض الثُّغور في جُمادى الآخرة 163هـ / مارس 780م، فاجتاز الفُرات، إلا أن استراحة المهدي في حلب واهتمامه بقتل الزنادقة في نواحيها، قد أخَّر مسيره بعض الشيء. بعد إنهاء خطر الزَّنادقة في تلك الأنحاء، انطلق المهدي مع جيشه حتى وصل جيحان، فشيَّع هارُون وأمَّرهُ على رأس الجيش للتوجُّه نحو أراضي الرُّوم، ووكَّل عددًا من القادة والأُمراء من أمثال عبد الملك بن صالح، وعيسى بن مُوسى، وغيرهم لمرافقته، في حين قرر المهدي زيارة بيت المقدس وصلَّى في أقصاها. سار الجيش نحو حصن سمالوا، فحاصرها ونصَّب المجانيق لإحراقها حتى استسلمت بعد 38 يومًا من الحصار، ففُتحت على أن لا يُقتلوا ولا يُهجَّروا، ووفى هارون بن المهدي لهم بما أرادوا، ثم فتح عددًا من الحُصون، وغنم أموالًا جزيلة عائدًا بالجيش والأعلام السَّوداء تُرفرف مع الغنائم إلى العاصمة بغداد، فاستقبلهُم الأهالي فرحين، وكافأهُ المهدي بتوليته واليًا على بلاد المغرب، وأذربيجان، وأرمينية، وجعل كاتبهُ على الخراج ثابت بن مُوسى، وعلى رسائله يحيى البرمكي.
في السنة اللَّاحقة من تلك الحملة الكبيرة، قاد عبد الكبير بن عبد الحميد من ذرية زيد بن الخطَّاب، قيادة حملةٌ إسلاميَّة من درب الحَدَث سنة 164هـ / 781م، فقدِم عليه القائد الرُّومي ميخائيل البطريق ومعه طاراذ الأرمني في تسعين ألف مُقاتل، فخاف عبد الكبير، وأمر الناس بعدم قتالهم خوفًا عليهم ثم عاد بهم. اغتاظ الخليفة المهدي من تصرُّف عبد الكبير، حتى أراد قتله غير أنه شُفع فيه، فاكتفى بحبسه عقابًا له على تولِّيه.

#### الحملة الإسلامية على أبواب القسطنطينية

منطقة الثُّغور بين الخلافة العبَّاسيَّة ومملكة الرُّوم.

غضب المهدي من فشل حملة عبد الكبير بن عبد الحميد، مانحًا الرُّوم نظرة بأن الخلافة ضعيفة أو تخشى من مواجهتهم، فأمر بحشد أعدادًا كبيرة من المُقاتلين المُسلمين والمُتطوِّعة، ورأى تولية ابنه هارُون قيادتها بعد نجاح حملته الأولى. توجَّه هارُون بن المهدي على رأس 95 ألفًا مُقاتل، ومعه الرَّبيع الحاجب، ويزيد بن مزيد الشيباني في حملةٍ جهاديَّة كبيرة نحو الرُّوم. انطلقت الحملة في 19 جمادى الآخرة 165هـ / 7 فبراير 782م. توغل الأمير هارون في بلاد الروم، فاستهلّ حملته بفتح حصن ماجدة بعد مبارزة يزيد بن مزيد الشيباني مع قائد الحصن، نقيطًا قومس القوامسة، ثم سقط نقيطًا إلى الأرض إثر حركةٍ خاطئة منه، ليبادره الشيباني بضربة قاضية أردته قتيلًا. أدت هزيمته لانهيار معنويات الحامية الرُّوميَّة داخل حصن ماجدة، ليسارعوا تسليم الحصن سلمًا. افترق الجيش الإسلامي في حملتين، الأولى بقيادة الشيباني إذ سار لمُلاقاة الدُّمُستُق الرُّومي في نقمُودية، ليحمل لهم الأخير 193 ألف دينارًا ومبلغًا كبيرًا من الدراهم. أكمل هارُون بن المهدي توغُّلَهُ في بلاد الرُّوم حتى وصل خليجُ القُسْطنيطيَّة، مُهددًا العاصمة البيزنطيَّة القُسْنطينيَّة بذلك.

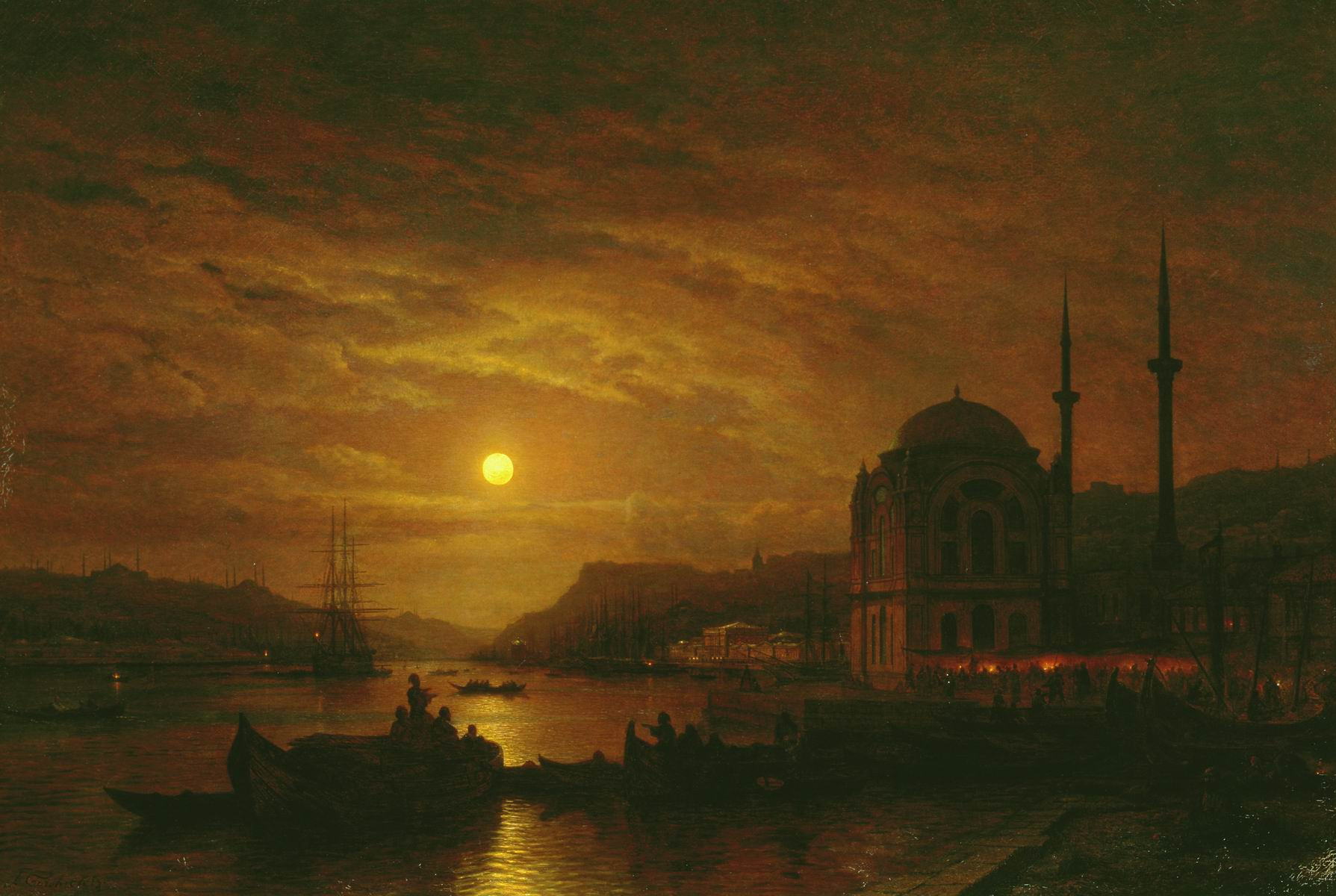
هددت الحملةُ الإسلاميَّة بقيادة الأمير هارون بن المهدي عاصمة مملكة الرُّوم، القسطنطينيَّة، بعد وصول الجيش العبَّاسي إلى خليجها. رسمٌ للمدينة بريشة أليكسي بوجليوبوف.

أدركت الوصيَّة على العرش إيرين الأثينيَّة مدى الخطر الذي يُهدد مُلك البيزنطيين، فبادرت بإرسال السُّفراء طلبًا للصُّلح ودفع الجزية، وتعهدت بدفع مبلغ قدره 70 ألف دينار، وقيل 90 ألفًا، تُؤدّى على مدى ثلاث سنوات، فوافق الأمير هارُون، لتنتهي الحملة بمقتل 54 ألفًا من الرُّوم، وأسر نحو خمسة آلاف منهم خلال العمليات العسكريَّة.
تُعدُّ هذه الحملة الأخيرة من الحملات العسكريَّة التي قادها العرب نحو القسطنطينيَّة، إذ سبقتها ثلاث حملاتٍ في عهد معاوية بن أبي سُفيان (34 و48 و54 هـ / 665 و668 و674م)، ثمَّ حملة رابعة في عهد سُليمان بن عبد الملك (98 هـ / 716م)، وأخيرًا هذه الحملة في عهد مُحمَّد المهدي. لم تُفتح القُسطنطينيَّة بيد المُسلمين إلا بعد ذلك بقرون، عندما افتتحها السُّلطان العُثماني محمد الفاتح سنة 857هـ / 1453م.
احتفى الشَّاعر مروان بن أبي حفصة الأموي بهذه الانتصارات على الرُّوم في عهد الخليفة المهدي، قائلًا:
استمرَّت الهدنة بين المُسلمين والرُّوم قرابة عامين ونصف، فلم تُشنّ خلالهما أيُّ صوائف، حتى نقض الرُّوم الاتفاق في شهر رمضان سنة 168هـ / مارس أو أبريل 785م، عندها وجَّه والي الجزيرة وقِنّسرين، علي بن سُليمان العبَّاسي، القائد يزيد بن البدر بن البطَّال على رأس كتيبة من الخيَّالة، فغنموا وانتصروا على الرُّوم، وكانت تلك آخر المواجهات العسكريَّة مع الرُّوم في عهد المهدي.

### العلاقة مع الأندلس

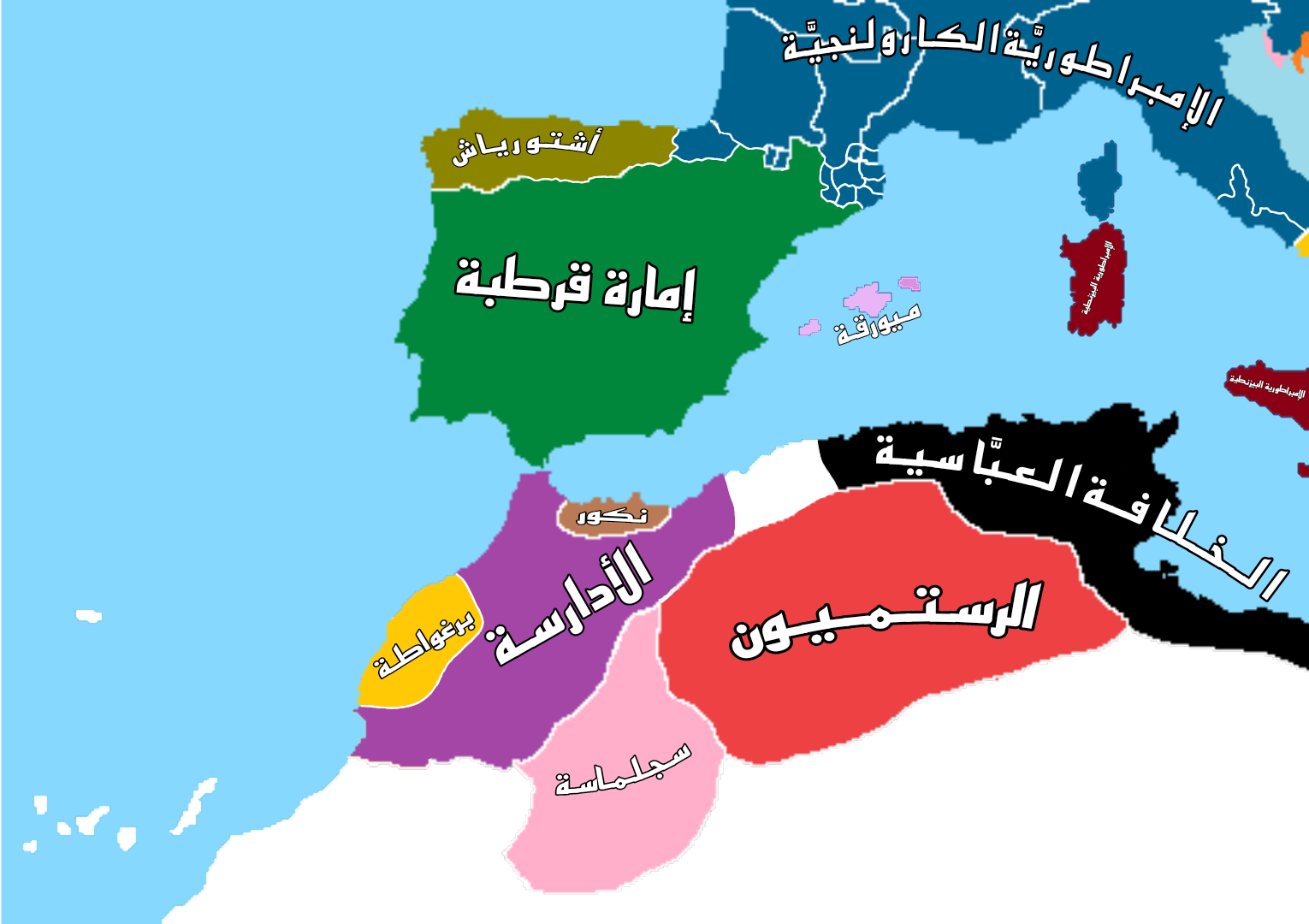
خريطة تظهر حدود الخلافة العبَّاسيَّة حتى إفريقية، حتى إمارة قرطبة وما جاورهم من بلدان وممالك سنة 183هـ / 800م.

ورث المهدي علاقة عدائيَّة مع عبد الرَّحمن الدَّاخل الأموي الذي تمكَّن من إنشاء إمارة مُستقلة في عهد المنصُور، وحاول الأخير دعم حملة العلاء بن مغيث لإعادة الأندلس إلى طاعته، غير أنها باءت بالفشل. وجد المهدي فرصة مُناسبة لدعم حركة عبد الرَّحمن بن حبيبٍ الفهري، المعروف بالصَّقلبي، داعيًا للخلافة في الأندلس حال انتصاره على الدَّاخل الأموي. في سنة 161هـ / 776م، عبر الصَّقلبي البحر قادمًا إلى الأندلس من إفريقية، على رأس حملة عسكريَّة، فنزل ساحل منطقة تدمير، ثم راسل سُليمان بن يقظان الأعرابي، حاكم برشلونة، داعيًا إياه لتوحيد الجبهة لمحاربة عبد الرحمن الأموي وإعادة الأندلس لطاعة الخلافة الإسلاميَّة في بغداد. رفض سليمان بن يقظان دعوة الصَّقلبي، مما أغضب الأخير كثيرًا. توجَّه الصقلبي بجيشه نحو برشلونة برفقة عدد كبير من البربر لانتزاعها منه. هُزم الصَّقلبي على يد سليمان، ما اضطره للانسحاب إلى تدمير مرة أخرى. لم يمض وقت طويل حتى تحرك عبد الرحمن الأموي نحو الصقلبي بجيش ضخم، في محاولة للقضاء على تهديده بشكل نهائي. أحرق الأموي السفن ليُضيِّق على الصقلبي ويمنعه من الهرب. توجَّه الصَّقلبي إلى جبل منيع في منطقة بلنسية. ومع تضييق الخناق عليه، عرض عبد الرحمن الأموي مكافأة قدرها ألف دينار لمن يأتيه برأس الصقلبي. تمكن أحد البربر الذين خانوا الصَّقلبي من قتله وحز رأسه سنة 162هـ / 778م، ثم جاء به إلى عبد الرحمن الأموي، لينال المكافأة الموعودة. تعد محاولة الصقلبي آخر مُحاولة عبَّاسية لاستعادة الأندلس.

### العلاقة مع الهند
لم تكن العلاقة مع ممالك الهند المُختلفة على ما يُرام، وكانت حدود الخلافة العبَّاسية تصل نهر مهران الفاصل بين السِّند والهند، فوجَّه المهدي القائد عبد الملك بن شهاب المِسْمعي مع مجموعة من المُتطوعين وغيرهم في سنة 160هـ / 776م، عابرًا الخليج والمُحيط الهندي، بهدف الإغارة على مدينة باربد من بلاد الهند، فنصبوا المنجنيق، وشرعوا في الهجوم بعد يوم من وصولهم. بعد حصار دام يومين، وتحت قراءة القُرآن وبث الحماس بين المُسلمين، تمكنوا من فتح المدينة عنوة، ودخلت خيولهم من جميع الجهات، مما أجبر المدافعين على التراجع إلى داخل المدينة. أشعل المسلمون النيران والنفط في المدينة، مما أدى إلى حريق هائل فيها. قُتل نحو عشرين مُسلمًا خلال المعركة، في حين قُتل معظم المدافعين. أقام المُسلمون في المدينة حتى تتحسن أحوال الريح في البحر، وبسبب انتظار تحسن الطقس، أصيبوا بوباء في المدينة، أسفر عن وفاة ألف رجل، بينهم الربيع بن صبيح أحد وجوه الغزوة. بعد تحسن أحوال الطقس، تمكنوا من الإبحار وبلغوا ساحلًا من فارس يُعرف ببحر حمران، غير أن عاصفة ليلية دمرت معظم مراكبهم، فغرق البعض ونجا البعض الآخر. وصل الناجون أخيرًا إلى مُحمَّد بن سليمان العبَّاسي، والي البصرة، ومعهم أسرى بما فيهم ابنة ملك باربد.

## أسرته

### إخوته
محمد المهدي هو ثاني أبناء المنصور بعد جعفر الأكبر، وله تسعة إخوة وثلاث أخوات، هم:
- جعفر الأكبر، تولَّى الموصل (762–764م)، وأمه أم موسى الحِميَريَّة.
- سُليمان، وأمه فاطمة التيميَّة.
- عيسى، وأمه فاطمة التيميَّة.
- يعقوب، وأمه فاطمة التيميَّة.
- عبد العزيز، وأمه فاطمة التيميَّة. درج صغيرًا.
- جعفر الأصغر، وأمه أم ولد كرديَّة.
- صالح المسكين، وأمه قالي الفراشة الرُّوميَّة.
- علي، وأمه أم علي.
- القاسم، وأمه أم القاسم. تُوفي وله عشر سنين.
- العالية، وأمها أمَة الكريم الأمويَّة.
- فاطمة، وأمها أمَة الكريم الأمويَّة.
- لُبابة، وأمها أمَة الكريم الأمويَّة.

### زوجاته

#### ريطة بنت السَّفَّاح
تُعد ريطة بنت السَّفَّاح العبَّاسيَّة، الزوجة الرسمية الأولى للخليفة المهدي، وهي ابنة عمه الخليفة العبَّاسي الأوَّل أبي العبَّاس السَّفَّاح، وامرأة حُرَّة، فيها ملامح القُوَّة والشدَّة، إذ يروى أن أخيها محمد بن أبي العبَّاس كان يلوي قطعةً من الحديد، فيرميها إلى أخته ريطة، فتُرجعه إلى وضعه الأول. أنجبت ريطة من المهدي ولدين، هما عبد الله، وعلي. وعلى الرُّغم من عُلوِّ منزلتها، لكنها لم يظهر أن زاحمت الخيزران بنت عطاء يومًا، ما يُعزز من تأثير الخيزران في المهدي.

#### الخيزران بنت عطاء
ولدت الخيزران بنت عطاء في اليمن، وقيل إنها كانت لرجل من ثقيف في جرش اليمنيَّة، ثم بيعت في سوق رقيق مكة قبل أن تُشترى من المنصور وتُهدى إلى ابنه ووليُّ عهده الثاني المهدي سنة 141هـ / 757م. رافقت الخيزران الأمير المهدي في طريقه إلى الرَّي، وكانت حاملاً بابنه الأول موسى، ثم أنجبت لاحقًا هارون. بعد تولي المهدي الخلافة سنة 158هـ / 774م، انتقلت معه إلى قصر الخلد في بغداد، وبدأت في تثبيت مركزها باعتبارها السيدة الأولى في البلاط العباسي. يُذكر أن المهدي هو من سمّاها الخيزران لدقة ساقيها. عُرفت الخيزران بذكائها الحاد، وحسن الحديث والمناقشة والجدل، مما ساعدها في فرض نفوذها داخل القصر. ومع أن البلاط كان يعجُّ بالجواري والمحظيات، إلا أنها استطاعت فرض شخصيتها. بلغ إيرادها المالي السنوي نحو 260 ألف دينار. أعتقها المهدي بعد سنة من خلافته.
من دلائل حضورها ما يُروى عن جدال وقع بينها وبين المهدي أمام المؤرخ الواقدي، فغضب الخليفة منها، لكن الواقدي استطاع تهدئته بأسلوبه، فكافأه المهدي بألف دينار. وحينما عاد الواقدي إلى منزله، وجد هديةً مماثلة من الخيزران، لكنَّها أنقصت منها عشرة دنانير احترامًا لكِبَرِ قيمة هدية الخليفة. ورغم أن المهدي لم يمنحها نفوذًا واسعًا ولم يُملِّكها شيئًا في أمور الدَّولة، غير أنها كانت تتواصل بعلم الخليفة مع كبار المسؤولين، وكان لها طبيب خاص يدعى عيسى أبو قريش. حضرت الخيزران مجالس العلم، ويُقال إنها سمعت الحديث من الإمام الأوزاعي عندما انتقلت إلى البلاط العباسي. تعلمت الخيزران الكثير من زينب بنت سليمان العبَّاسي، التي كانت تسكن في قصر السلامة. بعد وفاة المهدي، ازداد نفوذها وعملت على ثبيت سيطرتها، لتواجه لاحقًا معارضة شديدة من ابنها موسى الهادي، حتى انتهت بوفاته في ظروفٍ غامضة بعد سنة من حكمه وتولي هارون الرَّشيد للخلافة، واستمر نفوذها بالتساوي مع وزارة البرامكة حتى وفاتها.

#### زوجات أخريات
تزوج المهدي من ابنة عمِّه أم عبد الله بنت صالح بن علي العبَّاسي في سنة 159هـ / 775م.

### جواريه

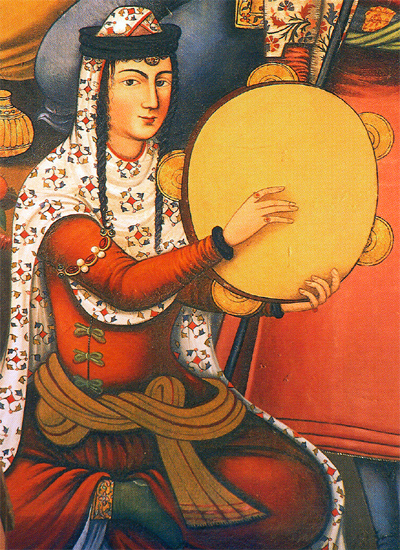
جارية تقوم بالضَّرب على الدَّف، في أحد مجالس السُّمر والغناء.

كان للخليفة المهدي عددًا من الجواري اللاتي حظين بمكانة خاصة في البلاط العباسي حتى يُقال بلغ عددهن 150 جارية بين أم ولد وجارية ومحظية. ومنهن: بختيار الفارسيَّة ابنة الثائر على الخلافة العبَّاسية أستاذ سيس، حصل عليها المهدي عند قمع التمرد في خُراسان. حصلت على معاملة خاصة وأصبحت من محظياته المقربات، ولم تذكر المصادر كثيرًا عنها غير أنها كانت في قصر عيساباذ. وشكل الفارسيَّة، إذ اشتراها المهدي بمبلغ ألف دينار من سوق بغداد لبيع الجواري، وأهداها إلى جاريته مهييات الحظية الأولى لديه في البداية. وجدت مهييات قدرات شكل في الغناء، فدعمتها وأرسلتها إلى الطائف لتتعلم أصوله، وأصبحت بارعة في الغناء والموسيقى خصوصًا مع حب المهدي للغناء. أنجبت للمهدي ابنهما إبراهيم بن المهدي، وورث الأخير عن أمه حب الغناء والبراعة فيه.

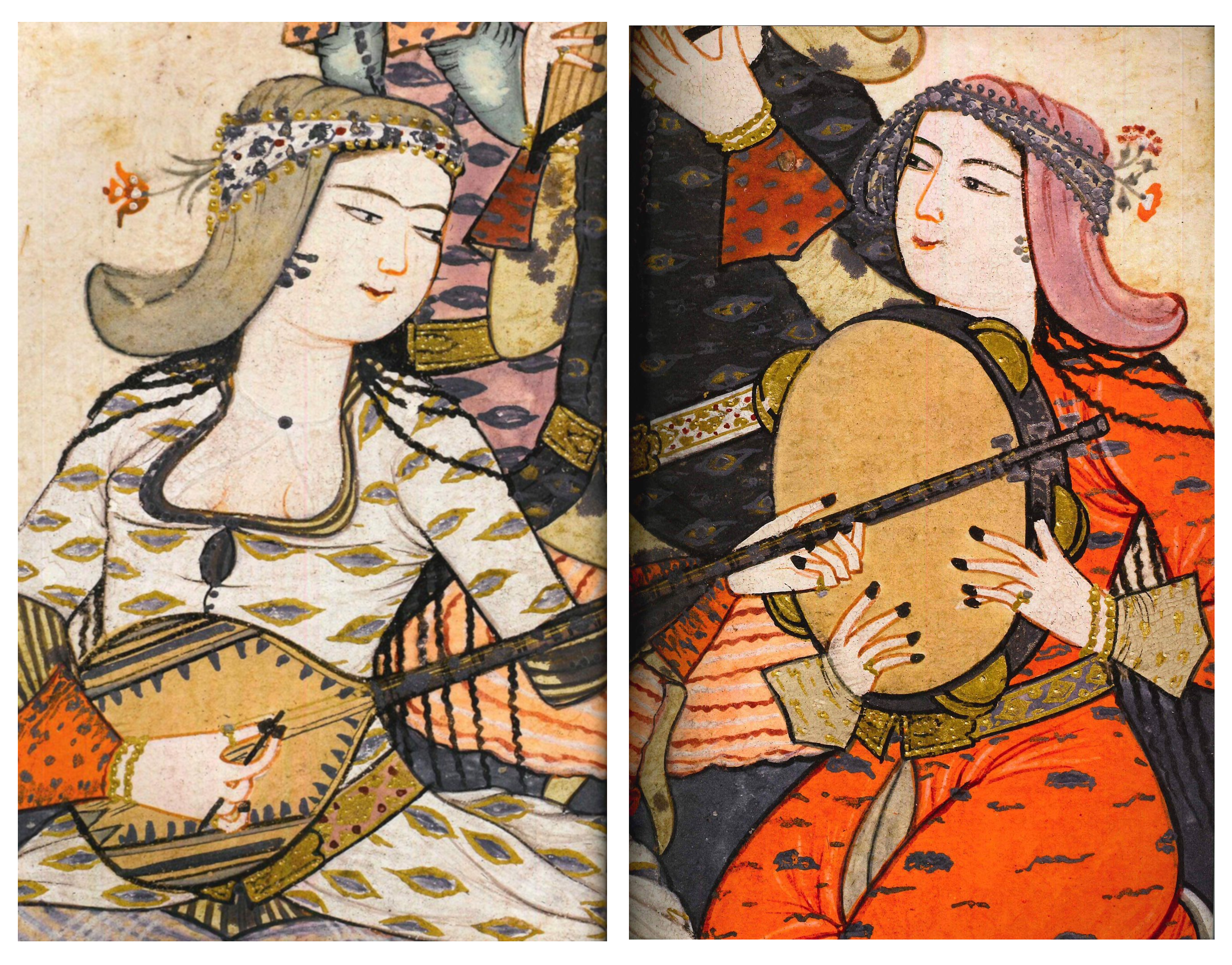
رسمة لمُغنيات تجيد الغناء والعزف، أحد المظاهر الاجتماعية في العصر العبَّاسي. (1720)

ومن الجواري أيضًا مكنونة المروانيَّة من مولدات المدينة، اشتراها المهدي بمبلغ ألف درهم. كانت تُعرف بكونها ذات وجه جميل وجسم دقيق. كان زوجها قبل التحاقها بالمهدي رجل من بني العبَّاس. أنجبت مكنونة من المهدي عليَّة بنت المهدي، العبَّاسية الشَّاعرة وورثت حب الغناء والموسيقى. ومن بين المحظيات المُغنيات جارية من المدينة تدعى بصبص، اشتراها المهدي سرًا قبل أن يصبح وليًا ثانيًا للعهد، بمبلغ 120 ألف درهم، وكان ثمنها مرتفعًا للغاية، نظرًا لثقافتها وحُسنها وانتمائها للطبقة الأولى من المغنين. تميزت بصوتها الشجي وخفة ظلها، وكانت قريبة من المهدي. وعُرف أيضًا حسَّانة من مولدات المدينة، وكانت قريبة من الخليفة المهدي بعض الوقت حتى ضاقت الخيزران من حُب المهدي لها، ويُقال إن المهدي بحث في أيهما يُفضِّل: الخيزران أم حسَّانة. ومن المحظيات اللواتي أهدتهن الخيزران للخليفة المهدي، حسنة التركيَّة، وكانت ترافقه في أسفاره، وظلت بجواره حتى وفاته في ماسبذان، إذ جزعت لموته وحزنت عليه حزنًا شديدًا.

### ذريته
خلَّف المهدي تسعة أبناء وأربع بنات، وهم:
- موسى الهادي (حكم 785–786م)، وأمه الخيزران بنت عطاء
- هارون الرَّشيد (حكم 786–809م)، وأمه الخيزران بنت عطاء
- عيسى، وأمه الخيزران بنت عطاء
- عبيد الله، وأمه ريطة بنت السَّفَّاح
- علي، وأمه ريطة بنت السَّفَّاح
- يعقوب، وأمه أم ولد
- منصور، وأمه البخترية بنت الأصبهبذ خورشيد
- إسحاق، وأمه أم ولد
- إبراهيم، وأمه شكل الفارسيَّة
- أسماء، وأمها البخترية بنت الأصبهبذ خورشيد
- البانوقة، وأمها الخيزران بنت عطاء
- العبَّاسة، وأمها أم ولد
- عليَّة، وأمها مكنونة المروانيَّة

## صفاته

### صفته الخلقية
كان المهدي طويلًا جميلًا، أسمر البشرة، جعد الشعر، في عينه اليُمنى نكتة بياض. كان نقش خاتمه: «الله ثقة محمد وبه نؤمن».

### دينه وأخلاقه

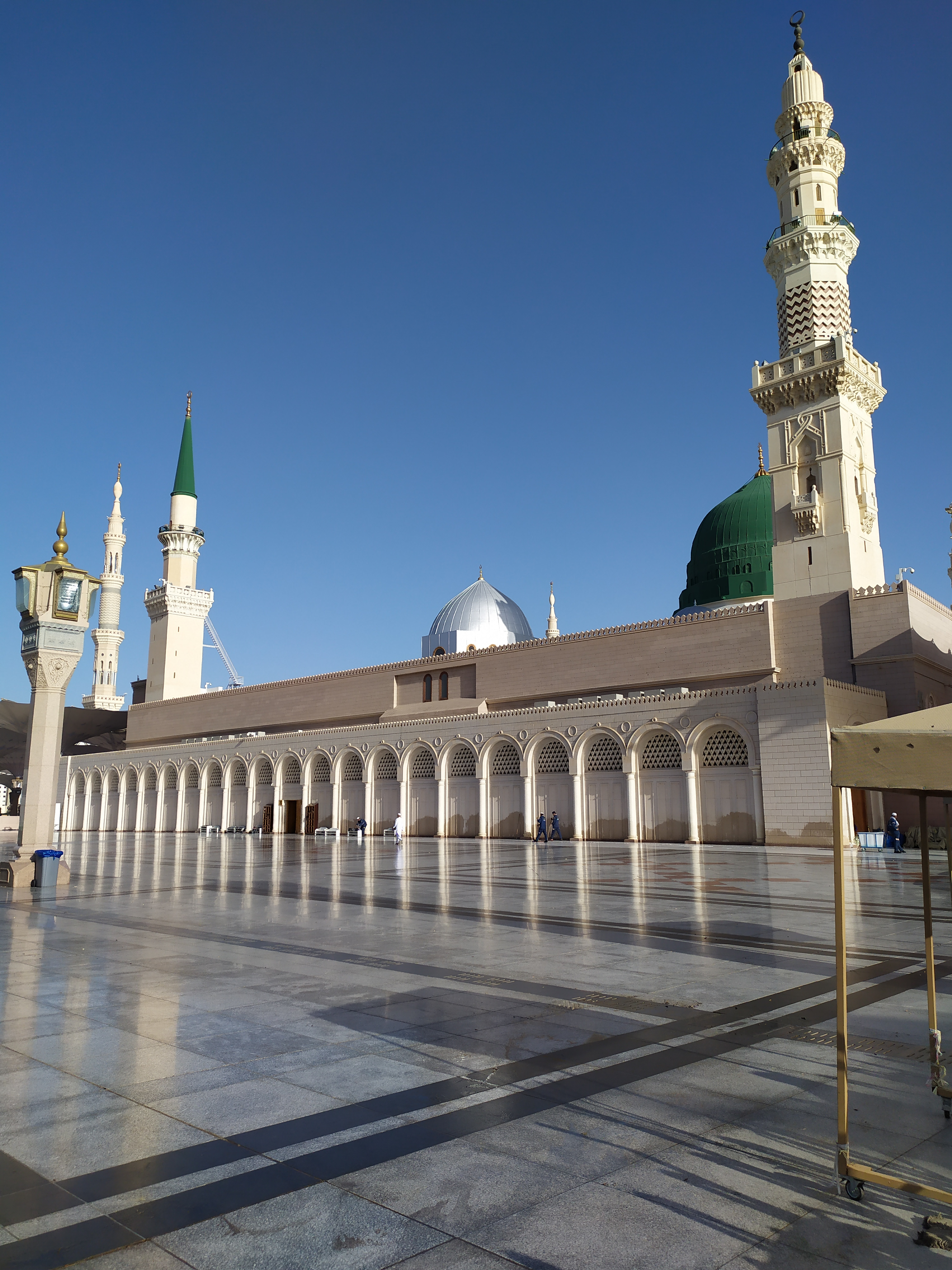
أظهر المهدي تعظيمًا للسُّنَّةِ النَّبويَّة، فوسَّع المقاصير في المساجد، وقلص المنابر إلى ما كانت عليه في العصر النَّبوي، ورفض التعرُّض للشيخين (أبي بكرٍ وعُمر). (2023)

كان الخليفة المهدي شاعرًا بليغًا فصيحًا منذ صغره، وجوادًا كريمًا مُحببًا إلى الرَّعِيَّة، فمنذ توليه الخلافة، باشر في رد المظالم لأهلها، وفتح السُّجون مُطلقًا سراح السُّجناء إلا من كان عليه دمٌ أو فسادٌ في الأرض أو عنده حق لأحد، وأخرج ما كنزه المنصُور وفرَّقه بين الناس. عُرف المهدي بعفته عن شرب النبيذ (منقوع الزبيب في الماء)، رغم أن سُمَّارهُ يشربونه في مجلسه، وكان يستمع إلى الغناء دون أن يؤثر ذلك على سلوكه. وذُكر أن المهدي في بداية خلافته يحتجب عن الندماء تشبهًا بالمنصور نحوًا من سنة، ثم ظهر لهم، فلما أشار عليه المقرَّبين بالاحتجاب قال المهدي: «إنما اللذة مع مشاهدتهم». تميز بخلق الحياء والعفو، فكان إذا رفع أحد خصومه يده مستسلمًا، عفا عنه، وتأثر بآيات القرآن الكريم التي تحث على العفو والتسامح. ونُقل عنه كرامة حين هاجت ريحًا شديدة، فدخل المهدي أحد بيوت داره، وألصق خدَّه بالتراب متضرعًا: «اللهم إن كنتُ أنا المقصود بهذه الجناية دون سائر الناس، فها أنذا بين يديك، اللهم لا تُشْمِتْ بي الأعداء من أهل الأديان» وظل على حاله حتى هدأت الريح وانجلت. ذكر جلال الدين السيوطي أن المهدي هو أوَّل من قال في خطبة الجمعة: «إن الله أمركم بأمر بدأ فيه بنفسه وثنى بملائكته فقال: ﴿إِنَّ ٱللَّهَ وَمَلَـٰۤئِكَتَهُۥ يُصَلُّونَ عَلَى ٱلنَّبِیِّۚ﴾، آثره بها من بين الرسل إذ خصكم بها من بين الأمم»، واستنَّها الخُطباء إلى اليوم.
ومن سماحة أخلاقه، أنه ذهب مرةً إلى البصرة، وحين خرج ليُصلي بالنَّاس إمامًا، جاءه أعرابي قائلًا: «يا أمير المؤمنين مُر هؤلاء (المُؤذنين) فلينتظروني حتى أتوضأ»، فأمرهم المهدي بانتظاره، ووقف المهدي في المحراب لم يُكبِّر حتى أقبل الأعرابي وجاء إلى الصف، فكبَّر المهدي وصلَّى بهم، فتعجَّب الناس لصبره وسماحته. ذكر الربيع الحاجب: «رأيتُ المهدي يُصلِّي في ليلةٍ مُقمرة، في بهوٍ له، وعليه ثيابٌ حسنة، فما أدري أهو أحسنُ أم القمرُ، أم بهوه، أم ثيابه. فلما قرأ: ﴿فَهَلۡ عَسَيۡتُمۡ إِن تَوَلَّيۡتُمۡ أَن تُفۡسِدُواْ فِی ٱلۡأَرۡضِ وَتُقَطِّعُوۤاْ أَرۡحَامَكُمۡ ۝٢٢﴾، أمرني فأحضرتُ رجلاً من قرابته كان مسجونًا، فأطلقه». غضب المهدي على أحد قوَّاده يومًا، وقد عاتبه غير مرَّة، فقال له: «إلى متى تذنب إليَّ وأعفو؟»، فأجابه القائد: «إلى أبدٍ نسيء، ويبقيك الله فتعفو عنَّا»، فكررها عليه مرارًا، حتى استحيا منه المهدي ورضي عنه.
كان المهدي ميالًا لاتباع السُّنة النبوية، ويحرص على الالتزام بها وعدم مخالفتها، ومن ذلك أنه أمر بتوسعة المقاصير في المساجد وتقليص منابرها إلى الحد الذي كان عليه منبر النبيِّ مُحمَّد. عارض المهدي العقائد غير الإسلامية إلى حد الابتعاد عمَّن تعرَّض للصحابيين أبو بكر الصدِّيق وعمر بن الخطَّاب، إذ زار المهدي القائد العسكري الكبير أبو عون عبد الملك بن يزيد حين مرض، فلما سأله المهدي عن حاجته، طلب أبو عون منه الرِّضا عن أحد أقاربه الذين أبعدهم بسبب تعرُّضه لأبي بكرٍ وعُمر، فأجابه المهدي قائلًا: «يا أبا عون إنه على غير الطريق وعلى خلاف رأينا ورأيك إنه يقع في الشيخين أبي بكر وعمر ويسيء القول فيهما»، فرد أبو عون معللًا عن ذلك: «هو والله يا أمير المؤمنين على الأمر الذي خرجنا عليه ودعونا إليه، فإن كان قد بدا لكم فمرونا بما أحببتم حتى نطيعكم». ويرى الفقيه المصري محمد الخضري بك أن هذه الفكرة كانت تعبيرًا عن نزعة عبَّاسية قوية أثناء ترسيخ دعوتهم وتقديرًا لأبناء عمومتهم الطالبيين، إلا أنها تراجعت لاحقًا بعد ثورة النَّفس الزكيَّة وثورات الطالبيين المتتالية، ليتمسَّك العبَّاسيين بأفضلية ورتبة الخلفاء الراشدين على ما كانوا عليه في الترتيب.

### مواقفه

تخطيط باسم الإمام موسى الكاظم. واجه الطالبيين توترات مع العبَّاسيين (أبناء عمومتهم) بسبب قيام ثورات علويَّة عديدة ومتكررة مُطالبة بالخلافة في الخط العلوي.

حين زار المهدي المدينة المُنوَّرة، دخل المسجد النَّبوي، فلم يبق أحد إلا قام له احترامًا، باستثناء الإمام ابن أبي ذئب فإنه ظل جالسًا، فقيل له أنه أمير المُؤمنين، فقال ابن أبي ذئب: «إنما يقوم الناس لرب العالمين»، فأصابت المهدي قشعريرة قائلًا: «لقد قامت كل شعرة في رأسي». جيء برجلٍ ادَّعى النبوَّة إلى المهدي، فلمَّا مثل بين يديه، سأله: «أأنت نبيٌّ؟»، فقال الرجل: «نعم»، فسأله المهدي: «وإلى من بُعثتَ؟»، فأجابه: «تركتموني أذهب إلى من بُعثتُ إليه! وجَّهتُ بالغداة، فأخذتموني بالعشي، ثم وضعتموني في الحبس!»، فضحك المهدي من رده وأطلق سراحه. ذكر الربيع حاجب المهدي أنه رأى المهدي يصلي في بهو له في ليلة مقمرة، فقال: «ما أدري أهو أحسن، أم البهو، أم القمر، أم ثيابه»، ثم سمعه يقرأ: ﴿فَهَلْ عَسَيْتُمْ إِن تَوَلَّيْتُمْ أَن تُفْسِدُوا فِي الأَرْضِ وَتُقَطَّعُوا أَرْحَامَكُمْ﴾، فلما أتم صلاته التفت إليه وطلب إحضار الإمام موسى الكاظم إليه وكان محبوسًا لديه (سابع أئمة الشيعة)، ثم عاد إلى صلاته. فلما مثَّل بين يديه، قطع المهدي صلاته، والتفت إليه قائلًا: «يا موسى، إني قرأت هذه الآية: ﴿فَهَلْ عَسَيْتُمْ إِن تَوَلَّيْتُمْ أَن تُفْسِدُوا فِي الأَرْضِ وَتُقَطَّعُوا أَرْحَامَكُمْ﴾، فخفت أن أكون قد قطعت رحمك، فهل توثق لي أنك لا تخرج علي؟» وكان له نفوذ لدى طلابه وأتباعه، فأجابه الكاظم بالإيجاب، فأطلق المهدي سراحه. اختار المهدي سُمَّاره بعناية، إذ دخل خالد المعيطي عليه بعدما وصفوا له غناؤه، فسأله المهدي عن معرفته بالغناء وعلمه به قائلًا: «أتُغنّى النواقيس؟» فأجابه المعيطي: «نعم، والصليب يا أمير المؤمنين». فصرفه المهدي من مجلسه، ثم بلغه لاحقًا قوله: «معيطي، ولا حاجة لي إليه فيمن أدنيه من خلوتي ولا آنس به». وذكر أن رجل صاح بالمهدي خلال موكبه قائلًا:

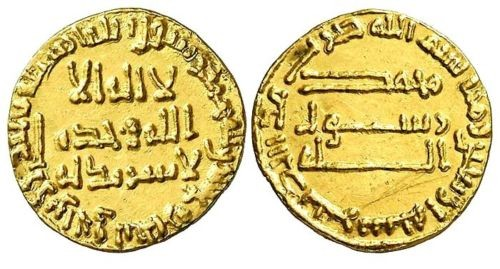
دينارٌ عبَّاسيٌّ سُك في خلافة أبو جعفر المنصور سنة 140هـ / 758م.

ولعدم معرفته حاتمًا المطلوب، أقر المهدي أمرًا في أنحاء الدولة، قائلًا: «يعزل كل عامل لنا يدعى حاتمًا». رد المهدي نسب آل أبي بكرة وآل زياد في سنة 160هـ / 776 أو 777م، بعدما تقدم رجل من آل أبي بكرة مظلمةً مُتقربًا فيها بولاء عشيرته للنبي مُحمَّد، غير أن المهدي رفض واتهمه بالمصلحة والحاجة في التقرُّب، فاحتج الرجل أن آل زياد بن أبيه (الذي ألحقه أول الخلفاء الأمويين، معاوية بن أبي سفيان بعشيرته الأمويَّة) ما زالوا في ديوان قريش والعرب تُجرى لهم الأرزاق. ومما زاد من ذلك، انتساب رجل من ذرية زياد بن أبيه أمام المهدي، وذكر له أنه ابن عمه، فغضب المهدي واستنكر وأُخرج الرجل. أمر المهدي برد نسب آل أبي بكرة إلى ولاء النبي مُحمَّد، فمن أقر ترك ماله في يده، ومن أراد ولاء ثقيف اصطُفي ماله، ثم أخرج آل زياد بن أبيه من قريش وديوانهم، جريًا على الكتاب والسُّنَّة.

### كرمه
عُرف المهدي بكرمه وكثرة إنفاقه وعطاياه إلى حد وصفه بالإسراف في بعض الأحيان. وُرِد أن امرأة وقفت للمهدي، وقالت: «يا عصبة رسول الله، اقضِ حاجتي» فاستحسن المهدي قولها، وقال لمن حوله: «ما سمعتها من أحد غيرها، اقضوا حاجتها وأعطوها عشرة آلاف درهم». لما حاذى المهدي قصر الأمير الأموي مَسْلمة بن عبد الملك أثناء سيره لحرب الرُّوم منتصف سنة 163هـ / أوائل 763م، أخبره عمَّه العبَّاس بن مُحمَّد بأن لمسلمة في أعناق بني العبَّاس مِنَّة لكرمه مع جده محمد بن علي العباسي، فقد أعطاه أربعة آلاف دينار حين مر به وقال له: «إذا نفدت فلا تحتشمنا!». أحضر المهدي ذرية مَسْلمة ومواليه وأمر لهم بعشرين ألف دينار، وأجرى عليهم الأرزاق. دخل ابن الخيَّاط المكِّي على المهدي فامتدحه، فأمر له بخمسين ألف درهم، فقام ابن الخيَّاط بتوزيعها، ثم أنشد قائلًا:

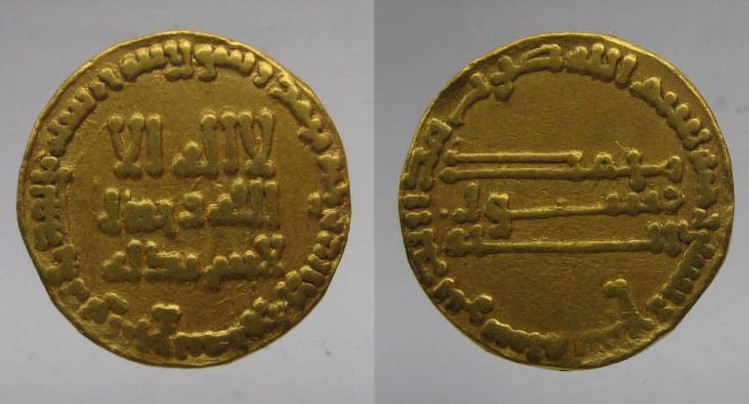
دينارٌ ذهبيٌ عبَّاسيٌ سُك في عهد الخليفة مُحمَّد المهدي سنة 167هـ / 783م.

فلمَّا بلغ ذلك المهدي، أعطاه بدل كل درهمٍ دينارًا. ذُكر أن رجلًا دخل على المهدي يومًا يحمل نعلًا، وقال: «هذه نعل رسول الله ﷺ، قد أهديتها لك» فأخذها المهدي، وقبَّلها، ووضعها على عينيه، ثم أمر له بعشرة آلاف درهم. فلما انصرف الرجل، قال المهدي لمن حوله: «والله، إنِّي لأعلم أن رسول الله ﷺ لم يرَ هذه النعل، فضلًا عن أن يلبسها، ولكن لو رددته خائبًا، لقال للناس: أتيتُ المهدي بنعل رسول الله ﷺ فردَّها عليّ، فيصدقه أكثرهم، لأن العامة تميل إلى أمثالها، ومن شأنهم نصر الضعيف على القوي وإن كان ظالمًا، فاشترينا لسانه بعشرة آلاف درهم، فرأينا ذلك أرجح وأوفق». خرج المهدي بعد هدأة الليل يطوف بالكعبة، فسمع أعرابية تنشد من جانب المسجد، قائلةً: «قومي مُقترون، نبت عنهم العيون، وفَدَحتهم الديون، وعضَّتهم السنون، بادت رجالهم، وذهبت أموالهم، وكَثُرَ عيالهم، أبناءُ سبيل، وأنضاءُ طريق، وصيةُ الله ووصيةُ الرسول، فهل من آمر لي بخيرٍ، كَلاهُ اللهُ في سفره، وخَلَفَهُ في أهله؟» فتأثر المهدي لكلامها، وأمر خادمه نصيرًا أن يدفع إليها خمسمائة درهم.
ومع أن المهدي عُرف بالسخاء، غير أن بعض تصرفاته خالطها شيء من الإسراف، فقد أنفق في بعض الأحيان عشرة ملايين درهم خلال عشرة أيام. وفي حجته سنة 160هـ / 777م، أنفق ثلاثين مليون درهم ومئة ألف ثوب، إلى جانب نصف مليون دينار قدمت إليه من مصر واليمن، فوزعها جميعها على أهل مكة والمدينة. وذات يوم، حين سمع وزيره يعقوب بن داود بخطة إنفاقه المبالغ فيه، قال له المهدي محذرًا: «ويحك! وهل يُحسِن السرف إلا بأهل الشرف؟! ويلك، يا يعقوب، لولا السرف لما عُرِفَ المكثرون من المقلِّين».

### روايته للحديث
جمع الإمام جلال الدين السيوطي بعض الأحاديث النبويَّة التي رواها المهدي. وذكر أنه روى الحديث عن أبيه المنصور، ومبارك بن فضالة. وحدَّث عن المهدي: يحيى بن حمزة الحضرمي، وجعفر بن سليمان الضبعي، ومحمد بن عبد الله الرقاشي، وأبو سفيان سعيد بن يحيى الحميري. ومن الأحاديث المرويَّة التي رواها المهدي:
- قال الصولي: حدثني أحمد بن محمد بن صالح التمار، حدثنا يحيى بن محمد القرشي، حدثنا أحمد بن هشام، حدثنا أحمد بن عبد الرحمن بن مسلم المدائني – وهو ثقة صدوق – قال: سمعت المهدي يخطب فقال: حدثنا شعبة، عن علي بن زيد، عن أبي نضرة، عن أبي سعيد الخدري قال: خطبنا النبي ﷺ خطبة من العصر إلى مغيبان الشمس حفظها من حفظها، ونسيها من نسيها، فقال: «ألا إن الدنيا حلوة خضرة».
- قال الصولي: حدثنا إسحاق بن إبراهيم الفزاري، حدثنا إسحاق بن إبراهيم بن حبيب بن الشهيد، حدثني أبو يعقوب بن حفص الخطابي، سمعت المهدي يقول: حدثني أبي، عن أبيه، عن عبد الله بن عباس، عن أبيه: أن وفدًا من العجم قدموا على النبي، وقد أحفوا لحاهم وأعفوا شواربهم، فقال النبي ﷺ: «خالفوهم، أعفوا لحاكم وأحفوا شواربكم». وإحفاء الشارب: أخذ ما سقط على الشفة منه، ووضع المهدي يده على أعلى شفته.
- قال منصور بن أبي مزاحم، ومحمد بن يحيى بن حمزة، عن يحيى بن حمزة الحضرمي قال: صلى بنا المهدي المغرب، فجهر ببسم الله الرحمن الرحيم، فقلت: يا أمير المؤمنين، ما هذا؟ قال: حدثني أبي، عن أبيه، عن ابن إسحاق: أن النبي ﷺ جهر ببسم الله الرحمن الرحيم. فقلت للمهدي: نأثره عنك؟ قال: نعم. قال الذهبي: هذا إسناد متصل، لكن ما علمت أحدًا احتج بالمهدي ولا بأبيه في الأحكام، تفرد به محمد بن الوليد مولى بني هاشم. وقال ابن عدي: كان يضع الحديث. علَّق السيوطي على حكم الذهبي قائلًا: «قلت: لم ينفرد به، بل وجدت له متابعًا».

## إرثه

### الآراء حول المهدي
أظهر معظم المؤرخين والباحثين المدح والثناء حول خلافة المهدي وعصره وانفتاح عهده وحالة الاستقرار الذي وصلت إليه الخلافة العبَّاسية، ومع ذلك، فقد كان هنالك بعض الانتقادات حول بعض أفعاله وقراراته أو تأثير حاشيته عليه.

#### المؤيدون

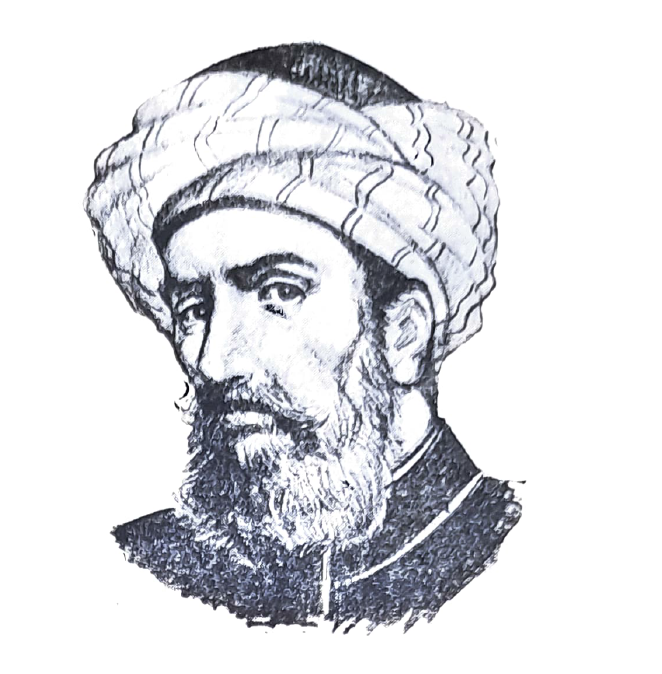
رسمٌ تخيُّلي للمؤرِّخ والجُغرافي المسلم، أبو الحسن المسعودي (~896 – 957م).

- المؤرخ البلاذري: «وكان من أسخى الناس وأجملهم».[1]
- المؤرخ المسعودي: «كريما حبيبا بذول للأموال وحسن العفو كريم الظفر لا يدخله غفلة عند مخوفة ولا يتَّكل في الامور على غير ثقة وصولا لارحامه برًّا بأهله فيه لين جانب، كثير الولاية والعزل لغير سبب».[126]
- المؤرخ المطهر المقدسي: «فكان كما سُمي هاديًا مهديًا رد المظالم وشهد الصلوات في جماعة وفرّق خزائن المنصور في سُبُل الخير».[127]
- المؤرخ الموصلي ابن الطقطقي: «كان المهدي شهمًا فطنًا كريمًا شديدًا على أهل الإلحاد والزندقة لا تأخذه في إهلاكهم لومة لائم وكانت أيامه شبيهة بأيام أبيه في الفتوق والحوادث والخوارج وكان يجلس في كل وقت لرد المظالم».[128]
- القاضي الديار بكري: «وكان المهدي جوادا ممدحا مليح الشكل محببا إلى الرعية شجاعا خصاما للزنادقة يتتبعهم ويقتلهم».[129]
- المؤرخ الهندي سيد أمير علي: «وكانت سياسته تختلف عن سياسة أبيه كل الاختلاف، إذ كان محسنًا كريمًا بطبعه، وقد سارع عند اعتلائه عرش الخلافة إلى رتق الفتق وإصلاح أعمال الشدة والإرهاق التي وقعت في عهد أبيه، فاستفتح حكمه بفك سراح المسجونين عدا القتلة والمتهمين بجرائم خطيرة.. وأعاد للمدن المقدسة الامتيازات التي كان أبوه قد عطلها.. ورد إلى آل البيت أملاكهم»،[130] وامتدح حرب المهدي على الزنادقة بعد سردٍ طويل لأفكارهم وأفعالهم قائلًا: «ولقد أبدى المهدي حيال تلك الشرذمة - التي كان يعتبرها عنصرًا خطرًا على سلامة الدولة والأخلاق - قسوة شديدة فنكل بهم شر تنكيل من غير ما شفقة ولا رحمة».[131]
- الشيخ المصري محمد الخضري بك: «وكان خليفة عادلًا يجلس للمظالم بنفسه وبين يديه القضاة فيزيل عن الناس مظالمهم ولو كانت قبله..»، وذكر: «والعدل والحلم والعفو في الخلفاء من الصفات التي تدل على علو أقدارهم وعظيم سلطانهم وهكذا كان المهدي مع ما امتاز به من الجو وفصاحة اللسان».[132]
- الكاتب المصري منصور عبد الحكيم: «كان المهدي جوادًا شهمًا فطنًا مليح الشكل محببًا إلى الرعية حسن الاعتقاد تتبع الزنادقة وأفنى منهم خلقًا كثيرًا وهو أول من أمر بتصنيف كتب الجدل في الرد على الزنادقة والملحدين».[133]
- المؤلف المصري أحمد حسن محمود: «أما المهدي فكان فوق لين أبي العباس وتحت حزم المنصور».[134]

#### المتوازنون

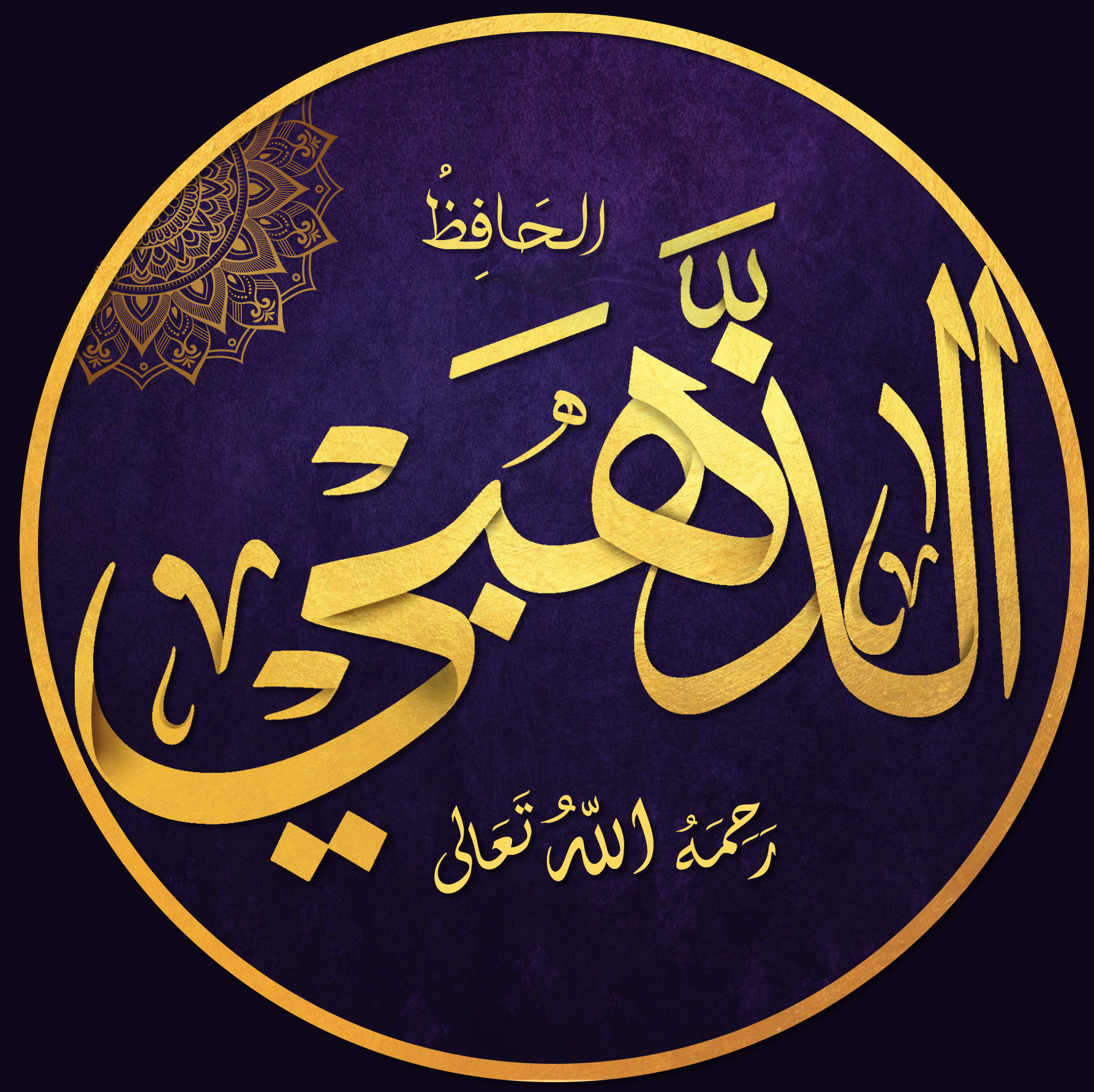
تخطيط باسم الإمام الحافظ شمسُ الدِّين الذَّهبي (1273 – 1348م)

- استفتح المُحدِّث الدمشقي شمس الدين الذهبي  ترجمته مادحًا قائلًا: «كان جوادًا ممداحًا معطاءً، مببًا إلى الرَّعية، قصَّابًا في الزَّنادقة، باحثًا عنهم، مليح الشَّكل»، ثم انتقده على إسرافه في ذكر من وصلهم وأكرمهم مثل عبد العزيز بن الماجشون، ومروان بن أبي حفصة الأموي وغيرهم، قائلًا: «وليس هذا الإسرافُ مما يُحمد عليه الإمام». وانتقد انصرافه إلى اللَّذَّات: «وكان مستهترًا بمولاته الخَيْزُران، وكان غارقًا كنحوه من الملوك في بحر اللَّذَّات، واللهو والصَّيد»، غير أنه حمد محاربته للزَّنادقة في الختام: «ولكنه خائف من الله، معادٍ لأولي الضَّلالة، حَنِق عليهم».[135]
- اختتم المؤرخ العراقي عبد العزيز الدوري ذكر سيرته قائلًا: «كان عصر المهدي عصر استقرار ذاقت فيه الرعية شيئًا من الهدوء والرفاه، وكان فاتحة لتسرب الترف في المجتمع، وفيه نمت المؤسسات الإدارية ورسخ النظام الوزاري في الدولة»، غير أنه انتقد آثار عصره وعدَّدها فقال عن كرم المهدي وإسرافه: «ظهور الميل إلى البذخ والإسراف في الكماليات، فكان ذلك بادرة مداهمة لعبت دورها في تحطيم كيان الدولة فيما بعد. ولعل هذا الاتجاه نتيجة طبيعية لنمو الدولة، ولكن المهدي أفرط فيه». ثم تابع حول تأثير حاشيته والمقربين منه، قائلًا: «كان المهدي عرضة لأن يقع تحت تأثير حاشيته، وكان يصغي بصورة خاصة لرغبات حاجبه الربيع بن يونس. وبدلك أوسع المجال للدساسين الشخصية أن تلعب دورها في شؤون الدولة. كما أنه كان تحت نفوذ زوجته الخيزران فيذكر الجاحظ أنها «كانت ذات نفوذ في الدولة وقيام بقضاء حوائج الناس عند المهدي»، فأصبح الحرم يتدخل في شؤون الدولة وقد ظهرت النتائج السيئة لهذا التدخل فيما بعد». وذكر سلبيَّات نظام ولاية العهد الثنائيَّة التي استمر عليها المهدي، قائلًا: «ونحن لا نلوم أبا العباس لمبايعته لاثنين لأن الدولة كانت في بدئها مهددة بالأخطار فكان من المفيد التأكد من وجود ولي عهد، ولكنا لا نرى مسوغًا لعمل المهدي بعد أن استقرت الدولة وتوطدت قواعدها».[136]

### في الثقافة المرئية

#### المسلسلات
- عصر الأئمة (1997) إنتاج مصري عن الشَّافعيِّ ومالك وابن حنبل، جسَّد دور المهدي المُمثل المصري كمال أبو رية.
- أبو جعفر المنصور (2008) إنتاج أردني يُحاكي سيرة المنصُور من أيام الدَّعوة حتى توليه الخلافة. جسَّد دور المهدي، المُمثل الأردني محمد المجالي.

### فهرس المنشورات
1. 1 2  البلاذري (1996)، ج. 4، ص. 369.
2. ↑  [أ] الطبري (2004)، ص. 1598.
[ب] ابن الأبار (1985)، ج. 2، ص. 339.
[جـ] العاني (1981)، ص. 54–56.
3. ↑  [أ] البغدادي (2004)، ج. 3، ص. 8.
[ب] السيوطي (2003)، ص. 216.
4. 1 2  الطبري (2004)، ص. 1633.
5. 1 2  شاكر (2000)، ج. 5، ص. 128.
6. ↑  الجهشياري (1988)، ص. 64-65.
7. ↑  [أ] ابن خياط (1985)، ص. 439.
[ب] الخضري (2003)، ص. 86.
8. 1 2 3 4 5  إلهامي (2013)، ص. 352.
9. ↑  [أ] المبرد (1997)، ج. 2، ص. 161.
[ب] ابن العمراني (1999)، ص. 62.
[جـ] الخضري (2003)، ص. 9.
10. ↑  اليعقوبي (2010)، ج. 2، ص. 273-274.
11. ↑  [أ] الطبري (2004)، ص. 1458-1471.
[ب] الدوري (1997)، ص. 31.
12. ↑  [أ] البلاذري (1996)، ج. 4، ص. 187-188.
[ب] الطبري (2004)، ص. 1471.
[جـ] اليعقوبي (2010)، ج. 2، ص. 284.
13. ↑  [أ] الطبري (2004)، ص. 1494.
[ب] ابن كثير (2004)، ص. 1492.
14. 1 2  الطبري (2004)، ص. 1508-1509.
15. ↑  ابن الأثير (2005)، ص. 803.
16. ↑  العاني (1981)، ص. 471.
17. ↑  [أ] ابن إسفنديار (2002)، ص. 184-185.
[ب] العاني (1981)، ص. 490.
18. ↑  [أ] ابن إسفنديار (2002)، ص. 185.
[ب] أمير علي (1938)، ص. 188.
[جـ] العاني (1981)، ص. 427-428.
19. ↑  إلهامي (2013)، ص. 314-315.
20. ↑  [أ] الطبري (2004)، ص. 1566-1567.
[ب] اليعقوبي (2010)، ج. 2، ص. 319.
[جـ] ابن الأثير (2005)، ص. 823.
21. ↑  اليعقوبي (2010)، ج. 2، ص. 319-320.
22. 1 2  إلهامي (2013)، ص. 315.
23. 1 2  ابن الأثير (2005)، ص. 823-824.
24. ↑  الجهشياري (1988)، ص. 82.
25. ↑  ابن العمراني (1999)، ص. 69.
26. ↑  الطبري (2004)، ص. 1592-1593.
27. ↑  فوزي (1977)، ص. 213.
28. ↑  البغدادي (2004)، ج. 3، ص. 9-10.
29. ↑  العاني (1981)، ص. 543-544.
30. ↑  [أ] العاني (1981)، ص. 475-476.
[ب] الطبري (2004)، ص. 1587-1588.
[جـ] الدينوري (1960)، ص. 385.
31. ↑  الطبري (2004)، ص. 1588.
32. 1 2  ابن الأثير (2005)، ص. 841.
33. 1 2 3 4  ابن كثير (2004)، ص. 1534.
34. ↑  ابن الجوزي (1995)، ج. 8، ص. 208-209.
35. ↑  [أ] الطبري (2004)، ص. 1607.
[ب] البغدادي (2004)، ج. 3، ص. 9.
[جـ] ابن الجوزي (1995)، ج. 8، ص. 226.
[د] إلهامي (2013)، ص. 352-353.
36. ↑  [أ] ابن الجوزي (1995)، ج. 8، ص. 248-250.
[ب] الطبري (2004)، ص. 1626-1629.
[جـ] إلهامي (2013)، ص. 353-354.
37. ↑  [أ] الطبري (2004)، ص. 1610.
[ب] ابن الجوزي (1995)، ج. 8، ص. 228-229.
[جـ] إلهامي (2013)، ص. 354.
38. ↑  شاكر (2000)، ج. 5، ص. 132.
39. 1 2  إلهامي (2013)، ص. 355.
40. ↑  الطبري (2004)، ص. 1611.
41. ↑  الطبري (2004)، ص. 1612.
42. 1 2 3  الطبري (2004)، ص. 1612-1613.
43. 1 2  الطبري (2004)، ص. 1613.
44. 1 2  ابن الأثير (2005)، ص. 843.
45. 1 2  الطبري (2004)، ص. 1620.
46. 1 2 3 4 5  ابن الأثير (2005)، ص. 847.
47. 1 2 3  إلهامي (2013)، ص. 356.
48. 1 2 3  ابن الأثير (2005)، ص. 852.
49. 1 2 3 4  ابن الأثير (2005)، ص. 842.
50. ↑  الطبري (2004)، ص. 1617.
51. 1 2  إلهامي (2013)، ص. 357.
52. ↑  [أ] ابن الجوزي (1995)، ج. 8، ص. 247.
[ب] ابن الأثير (2005)، ص. 845.
53. 1 2  ابن كثير (2004)، ص. 1532.
54. ↑  ابن منظور (1999)، ج. 6، ص. 92.
55. ↑  الفيروزآبادي (2008)، ص. 723.
56. ↑  [أ] الوسيط (2004)، ص. 403.
[ب] إلهامي (2013)، ص. 364.
57. 1 2  إلهامي (2013)، ص. 366.
58. ↑  إلهامي (2013)، ص. 364-365.
59. ↑  [أ] إلهامي (2013)، ص. 367.
[ب] اليعقوبي (2010)، ج. 2، ص. 343.
60. ↑  إلهامي (2013)، ص. 367-368.
61. ↑  اليعقوبي (2010)، ج. 2، ص. 344.
62. 1 2  الخضري (2003)، ص. 89.
63. ↑  إلهامي (2013)، ص. 368.
64. ↑  [أ] اليعقوبي (2010)، ج. 2، ص. 340.
[ب] إلهامي (2013)، ص. 358.
65. ↑  إلهامي (2013)، ص. 368-369.
66. 1 2  إلهامي (2013)، ص. 358-359.
67. 1 2 3  شاكر (2000)، ج. 5، ص. 130.
68. ↑  ابن الأثير (2005)، ص. 851.
69. 1 2 3 4 5  ابن الأثير (2005)، ص. 853.
70. 1 2  اليعقوبي (2010)، ج. 2، ص. 345.
71. 1 2 3  الخضري (2003)، ص. 94.
72. 1 2  ابن العمراني (1999)، ص. 71.
73. 1 2  اليعقوبي (2010)، ج. 2، ص. 346.
74. 1 2  الطبري (2004)، ص. 1632-1633.
75. ↑  الطبري (2004)، ص. 1632.
76. ↑  [أ] ابن العمراني (1999)، ص. 73.
[ب] أمير علي (1938)، ص. 201.
77. ↑  المقدسي (1899)، ج. 6، ص. 99.
78. ↑  [أ] ابن كثير (2004)، ص. 1526.
[ب] إلهامي (2013)، ص. 359.
79. ↑  إلهامي (2013)، ص. 377.
80. ↑  إلهامي (2013)، ص. 359-360.
81. ↑  إلهامي (2013)، ص. 361.
82. ↑  الخضري (2003)، ص. 88-89.
83. ↑  الخضري (2003)، ص. 90.
84. ↑  الخضري (2003)، ص. 90-91.
85. ↑  الخضري (2003)، ص. 91.
86. ↑  إلهامي (2013)، ص. 361-362.
87. ↑  إلهامي (2013)، ص. 370-371.
88. 1 2  ابن الأثير (2005)، ص. 844.
89. 1 2  ابن الأثير (2005)، ص. 846.
90. ↑  إلهامي (2013)، ص. 372.
91. 1 2  الطبري (2004)، ص. 1622.
92. ↑  [أ] ابن الأثير (2005)، ص. 847-848.
[ب] ابن كثير (2004)، ص. 1531.
93. ↑  ابن الأثير (2005)، ص. 848.
94. ↑  إلهامي (2013)، ص. 373-374.
95. 1 2  الطبري (2004)، ص. 1625.
96. 1 2  ابن الأثير (2005)، ص. 849.
97. ↑  [أ] إلهامي (2013)، ص. 375.
[ب] حتي (1950)، ص. 372.
98. ↑  إلهامي (2013)، ص. 371.
99. ↑  [أ] الطبري (2004)، ص. 1589 و1603.
[ب] الكازروني (1970)، ص. 116-117.
[جـ] العباسي (2000)، ص. 76.
100. ↑  حسن (2013)، ص. 73-74.
101. ↑  حسن (2013)، ص. 66-68.
102. 1 2  الطبري (2004)، ص. 1610.
103. ↑  حسن (2013)، ص. 66-69.
104. ↑  حسن (2013)، ص. 66.
105. ↑  حسن (2013)، ص. 69.
106. 1 2  حسن (2013)، ص. 69-70.
107. ↑  حسن (2013)، ص. 70.
108. ↑  حسن (2013)، ص. 71.
109. ↑  حسن (2013)، ص. 71-72.
110. ↑  حسن (2013)، ص. 73.
111. ↑  [أ] البلاذري (1996)، ج. 4، ص. 1786-1788.
[ب] الكازروني (1970)، ص. 120.
112. ↑  [أ] البغدادي (2004)، ج. 3، ص. 10.
[ب] ابن العمراني (1999)، ص. 72.
113. ↑  الذهبي (1996)، ج. 7، ص. 401.
114. ↑  شاكر (2000)، ج. 5، ص. 128-129.
115. 1 2  الخضري (2003)، ص. 93.
116. 1 2  السيوطي (2003)، ص. 220.
117. ↑  السيوطي (2003)، ص. 221.
118. ↑  ابن الجوزي (1995)، ج. 8، ص. 234.
119. 1 2 3  الطبري (2004)، ص. 1635.
120. ↑  الطبري (2004)، ص. 1637.
121. ↑  الطبري (2004)، ص. 1614-1615.
122. ↑  إلهامي (2013)، ص. 362.
123. 1 2  ابن كثير (2004)، ص. 1535.
124. ↑  إلهامي (2013)، ص. 363.
125. ↑  السيوطي (2003)، ص. 221-222.
126. ↑  المسعودي (1893)، ص. 343.
127. ↑  المقدسي (1899)، ج. 6، ص. 95.
128. ↑  ابن الطقطقي (1899)، ص. 161.
129. ↑  الديار بكري (1884)، ج. 2، ص. 368.
130. ↑  أمير علي (1938)، ص. 197.
131. ↑  أمير علي (1938)، ص. 199-200.
132. ↑  الخضري (2003)، ص. 93-94.
133. ↑  عبد الحكيم (2011)، ص. 34.
134. ↑  محمود (1980)، ص. 138.
135. ↑  الذهبي (1996)، ج. 7، ص. 401 و403.
136. ↑  الدوري (1997)، ص. 99-100.

### معلومات المنشورات كاملة
الكتب مرتبة حسب تاريخ النشر
- الديار بكري (1884)، تاريخ الخميس في أحوال أنفس النفيس (ط. 1)، القاهرة: مطبعة عثمان عبد الرزاق، OCLC:4770384722، QID:Q126708594{{استشهاد}}:  صيانة الاستشهاد: ref duplicates default (link)
- المسعودي (1893)، التنبيه والأشراف، ليدن: مطبعة بريل، OCLC:4770144063، QID:Q126077496{{استشهاد}}:  صيانة الاستشهاد: ref duplicates default (link)
- المطهر بن طاهر المقدسي (1899)، البدء والتاريخ، تحقيق: كليمان هوارت، باريس، OCLC:236006376، QID:Q114790473{{استشهاد}}:  صيانة الاستشهاد: مكان بدون ناشر (link)
- ابن الطقطقي (1899)، الفخري في الآداب السلطانية والدول الإسلامية، القاهرة: شركة طبع الكتب العربية، OCLC:4769993811، QID:Q126075819{{استشهاد}}:  صيانة الاستشهاد: ref duplicates default (link)
- سيد أمير علي (1938)، مُخْتَصَرِ تَارِيخِ الْعَرَب والتَّمَدُّن الْإِسْلَامِيّ: بَحْثٌ فِي نَهْضَةِ المُسْلِمِين وَتَدَهوُر سُلْطَانِهِم وَتَطَوُّر المَنَاحِي الاقْتِصَادِيَّة والاجْتِماعِيَّة وَالفِكْرِيَّة فِي الْأَمَةِ العَرَبِيَّةُ مِنْ أَقْدَمَ الْعُصُور حَتَّى إغَارَةِ التَّتَرِ عَلَى بَغْدَادَ، ترجمة: رياض رأفت، القاهرة: مطبعة لجنة التأليف والترجمة والنشر، OCLC:4771179792، QID:Q107564456
- ابن دحية الكلبي (1946)، النبراس في تاريخ خلفاء بني العباس، مراجعة: عباس العزاوي، بغداد: وزارة المعارف العراقية، OCLC:61742988، QID:Q125662775
- فيليب حتي (1950)، تاريخ العرب (مُطوَّل)، ترجمة: جبرائيل جبور؛ إدورد جرجي (ط. 1)، بيروت: دار الكشاف للنشر والطباعة والتوزيع، ج. 2، OCLC:4771287914، QID:Q116201076
- أبو حنيفة الدينوري (1960)، الأَخبار الطِّوال، تراثنا، مراجعة: جمال الدين الشيال. تحقيق: عبد المنعم عامر (ط. 1)، القاهرة: وزارة الثقافة المصرية، OCLC:4769994321، QID:Q114787319
- ظهير الدين الكازروني (1970)، مختصر التاريخ من أول الزمان إلى منتهى دولة بني العباس، تحقيق: مصطفى جواد، سالم الآلوسي، بغداد: المؤسسة العامة للطباعة، OCLC:4771288367، QID:Q125826463
- فاروق عمر فوزي (1977)، بحوث في التاريخ العباسي (ط. 1)، بيروت: دار القلم، OCLC:4771383564، QID:Q125923557
- حسن أحمد محمود؛ أحمد إبراهيم الشريف (1980)، العالم الإسلامي في العصر العبَّاسي (ط. 5)، القاهرة: دار الفكر العربي، OCLC:4770896461، QID:Q116215879
- حسن فاضل العاني (1981)، سياسة المنصور أبي جعفر الداخلية والخارجية، بغداد، OCLC:4770734406، QID:Q126164117{{استشهاد}}:  صيانة الاستشهاد: مكان بدون ناشر (link)
- خليفة بن خياط (1985)، تاريخ خليفة بن خياط، تحقيق: أكرم ضياء العمري (ط. 2)، الرياض: دار طيبة، OCLC:4771106956، QID:Q126728707
- ابن الأبار القضاعي (1985)، الحلة السيراء، تحقيق: حسين مؤنس (ط. 2)، القاهرة: دار المعارف، OCLC:24377474، QID:Q121086331
- الجهشياري (1988)، الوزراء والكتاب، تحقيق: حسن الزين، بيروت: دار الفكر الحديث، OCLC:745128581، QID:Q125770511{{استشهاد}}:  صيانة الاستشهاد: ref duplicates default (link)
- أبو الفرج بن الجوزي (1995)، المنتظم في تاريخ الملوك والأمم، تحقيق: محمد عبد القادر عطا، مصطفى عبد القادر عطا، نعيم زرزور (ط. 2)، بيروت، OCLC:1222468306، QID:Q125912514{{استشهاد}}:  صيانة الاستشهاد: مكان بدون ناشر (link)
- البلاذري (1996)، جمل من كتاب أنساب الأشراف، تحقيق: سهيل زكار، رياض زركلي، بيروت: دار الفكر للطباعة والنشر والتوزيع، OCLC:122969004، QID:Q114665392{{استشهاد}}:  صيانة الاستشهاد: ref duplicates default (link)
- شمس الدين الذهبي (1996)، سير أعلام النبلاء، تحقيق: شعيب الأرنؤوط (ط. 11)، بيروت: مؤسسة الرسالة، OCLC:49724069، QID:Q124255462
- المبرد (1997)، الكامل في اللغة والأدب، تحقيق: محمد أبو الفضل إبراهيم، القاهرة: دار الفكر العربي، OCLC:4770813475، QID:Q126692761{{استشهاد}}:  صيانة الاستشهاد: ref duplicates default (link)
- عبد العزيز الدوري (1997)، العصر العباسي الأول: دراسة في التاريخ السياسي والإداري والمالي (ط. 3)، بيروت: دار الطليعة للطباعة والنشر، OCLC:4770054541، QID:Q126953283
- ابن منظور (1999)، لسان العرب (ط. 3)، بيروت: دار إحياء التراث العربي، OCLC:72600659، QID:Q127278335{{استشهاد}}:  صيانة الاستشهاد: ref duplicates default (link)
- ابن العمراني (1999)، الإنباء في تاريخ الخلفاء، تحقيق: قاسم السامرائي (ط. 1)، القاهرة: دار الآفاق العربية، OCLC:41180859، QID:Q56367172{{استشهاد}}:  صيانة الاستشهاد: ref duplicates default (link)
- محمود شاكر (2000)، التاريخ الإسلامي، بيروت: المكتب الإسلامي، QID:Q128992364
- حسني أحمد علي العباسي (2000). الأساس في أنساب بني العباس. تحقيق: أحمد عمر هاشم، حسين يوسف دويدار، محمد عبد الحميد راغب (ط. 1). القاهرة: دار ركابي للنشر. ISBN:978-977-6007-01-7. OCLC:45698005. OL:20771168M. QID:Q123463845.
- ابن إسفنديار (2002)، تاريخ طبرستان، ترجمة: أحمد محمد نادى، القاهرة: المشروع القومي للترجمة، OCLC:745363020، QID:Q127225035{{استشهاد}}:  صيانة الاستشهاد: ref duplicates default (link)
- جلال الدين السيوطي (2003)، تاريخ الخلفاء (ط. 1)، بيروت: دار ابن حزم، QID:Q123424538
- محمد الخضري بك (2003). الدولة العباسية. مراجعة: نجوى عباس. القاهرة: مؤسسة المختار للنشر. ISBN:978-977-5283-97-9. OCLC:54844608. OL:31601253M. QID:Q123224571.
- ابن كثير الدمشقي (2004)، البداية والنهاية، تحقيق: أبو صهيب الكرمي (ط. 1)، لبنان: بيت الأفكار الدولية، OCLC:1014077365، QID:Q123368203
- الخطيب البغدادي (2004)، تاريخ بغداد أو مدينة السلام، تحقيق: مصطفى عبد القادر عطا (ط. 2)، بيروت: دار الكتب العلمية، OCLC:4771411351، QID:Q126373194
- محمد بن جرير الطبري (2004). تاريخ الأمم والملوك، تاريخ الطبري: طبعة مقدم لها بتوضيح في أسانيد الطبري وبيان المؤاخذات عليها، وصححت النسخة على أصح النسخ الموجودة، وخدمت بفهارس للآيات وفهارس للأحاديث، وفهارس للموضوعات. مراجعة: أبو صهيب الكرمي. عَمَّان: بيت الأفكار الدولية. ISBN:978-9957-21-152-3. OCLC:956977290. QID:Q123224476.
- المعجم الوسیط (ط. 4)، القاهرة: مجمع اللغة العربية بالقاهرة، مكتبة الشروق الدولية، 2004، OCLC:4770536347، QID:Q110402833
- ابن الأثير الجزري (2005)، الكامل في التاريخ، مراجعة: أبو صهيب الكرمي، عَمَّان: بيت الأفكار الدولية، OCLC:122745941، QID:Q123225171
- مجد الدين الفيروزآبادي (2008). القاموس المحيط: مرتب ترتيباً ألفبائياً وفق أوائل الحروف. تحقيق: أنس محمد الشامي، زكريا جابر أحمد. القاهرة: دار الحديث. ISBN:978-977-300-268-8. OCLC:929546978. QID:Q123298826.
- اليعقوبي (2010)، تاريخ اليعقوبي، تحقيق: عبد الأمير مهنا، بيروت، OCLC:759863356، QID:Q126721512{{استشهاد}}:  صيانة الاستشهاد: ref duplicates default (link) صيانة الاستشهاد: مكان بدون ناشر (link)
- منصور عبد الحكيم (2011). هارون الرشيد: الخليفة المفترى عليه. تحقيق: طه عبد الرؤوف سعد (ط. 1). دمشق: دار الكتاب العربي. ISBN:978-977-376-595-8. OCLC:1158850430. QID:Q123371308.
- سولاف فيض الله حسن (2013). دور الجواري والقهرمانات في دار الخلافة العباسية (ط. 1). دمشق: صفحات للدراسات والنشر والتوزيع. ISBN:978-9933-495-13-8. OCLC:6914266520. OL:43175027M. QID:Q125689500.
- محمد إلهامي (2013)، العباسيون الأقوياء: رحلة العباسيين منذ بداية الثورة وحتى نهاية عصرهم الذهبي، رحلة الخلافة العباسية (1) (ط. 1)، القاهرة: مؤسسة اقرأ، OCLC:908114750، QID:Q126202684

| مُحمَّد المهديالخلافة العبَّاسيةولد: 127هـ / 745م توفي: 22 مُحرَّم 169هـ / 4 أغسطس 785م |                                                                          |                  |
| ألقاب سُنيَّة                                                                      |                                                                          |                  |
| سبقه أبُو جعفر المنصُور                                                           | أميرُ المُؤمنين 6 ذي الحجَّة 158 – 22 مُحرَّم 169هـ 6 أكتوبر 775 – 4 أغسطس 785م | تبعه مُوسى الهادي |